# 奥尔良
奥尔良（法語：Orléans，法語：[ɔʁleɑ̃] ⓘ），法国中北部城市，中央-卢瓦尔河谷大区卢瓦雷省的一个市镇，同时也是该省的省会和该大区首府，其市镇面积为27.48平方公里，2022年1月1日时人口数量为116,344人，是该省人口最多的市镇，在法国城市中排名第34位。以奥尔良为核心的城市辐射区则有超过44万的人口，在法国排名第25位。
奥尔良位于卢瓦雷省西部，卢瓦尔河畔，其主城区位于卢瓦尔河右岸，距离法国首都巴黎约110公里，奥尔良是法国中部的政治、经济、文化、科教、医疗中心，多个国家级的行政及科研机构设于此地；奥尔良也是法国重要的交通枢纽，3个方向的铁路和4个方向的高速公路在此交汇，奥尔良运河可以通航，市区西北部还设有一处军用机场。
奥尔良是法国艺术与历史之城，其建城史始于高卢时期，中世纪时长期为法兰西王室领地，罗贝尔二世和路易六世在奥尔良大教堂加冕，以“奥尔良”命名的爵位和家族名号在法国历史上均有重要地位。奥尔良亦因英法百年战争期间圣女贞德领导的奥尔良之围而闻名，贞德也因此被认作法兰西民族英雄人物。18世纪初，法兰西殖民者将北美密西西比河河口附近的港口城市命名为“新奥尔良”，以纪念当时的攝政王奥尔良公爵菲利普。工业革命期间，奥尔良成为一个法国中部重要的铁路枢纽。以奥尔良為發源地的奥尔良家族在1830年至1848年間曾取代波旁王朝成為法國王室，惟奥尔良王朝結束於1848年的二月革命。二战后，奥尔良市区南部建立了“河源新区”，集中了多所高等院校及科研机构，成为了法国重要的城市开发区。1964年，奥尔良成为中央大区的首府；2018年，奥尔良所在的公共社区升级为都会区，成为法国等级最高的市镇合作组织。

## 地名来源
法国史学家普遍认为“奥尔良”一名来源于古罗马皇帝奥勒良。也有史学家认为“奥尔良”一名可能来源于古罗马的奥雷利部落，后者在古罗马入侵高卢时大批驻扎于此，并将其命名为“奥雷利亚诺鲁姆”（Aurelianorum）。

## 历史

### 古典时期

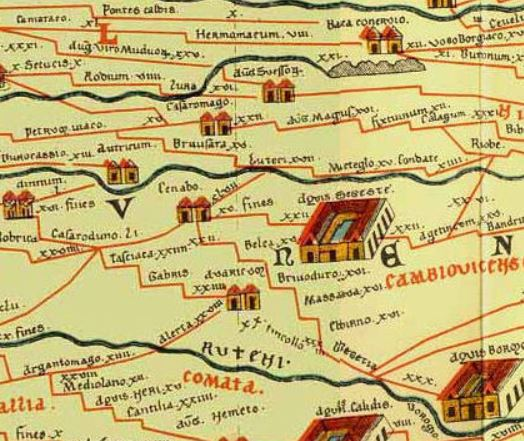
波伊廷格地图上的塞纳布姆

奥尔良历史悠久，当地出土的文物表明奥尔良地区早在新石器时期就已出现人类活动。公元前6世纪开始，高卢人的一支——卡努特人在此地活动，后依靠水路之便驻扎于卢瓦尔河右岸，开始形成城镇，被称为“热纳布姆”（Genabum），后衍变成为塞纳布姆，成为现代奥尔良城的前身。
公元前57年，凯撒大帝率兵攻占卡努特部落，烧毁了塞纳布姆并俘虏了当时的执政者塔斯基丘斯（或）。此后，罗马人成为了塞纳布姆的新主人，后者修建的两条大道在此十字交汇，使其与卢格敦高卢的其它城邦相连。公元三世纪时，奥尔良附近区域多次出现外族入侵，至五世纪时，已有汪达尔人、奄蔡和匈人先后入侵此地，其中匈人军队于公元451年被奥尔良主教艾尼昂率军成功驱赶。公元463年，西罗马帝国将军埃吉迪乌斯率军在此与西哥特人发生了激烈的战争，被称为奥尔良战役，此后卢瓦尔河以北的大片土地由其长子夏克立乌斯继承，但后者在公元486年的苏瓦松战役中败给了克洛维一世，后者以塞纳河至卢瓦尔河一线区域为基础，创建了法兰克王国，奥尔良由此成为王国的发祥地之一。

### 中世纪

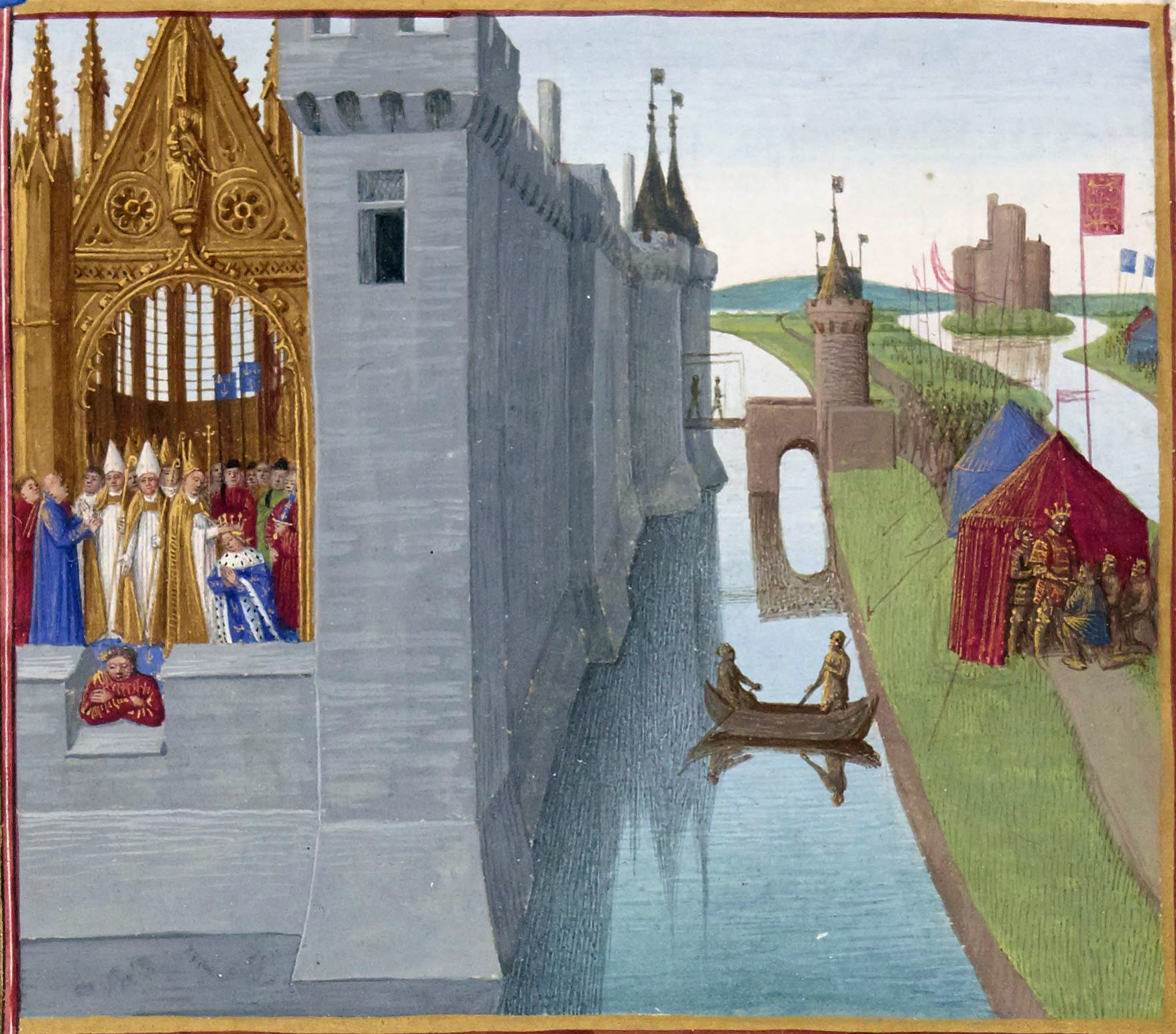
路易六世在奥尔良加冕

511年7月，克洛维一世主持召开奥尔良宗教会议，重新整合和划分了法兰克王国的各个教区及座堂，形成了法国行政区划的雏形；同年11月，克洛维一世逝世，法兰克王国被四个儿子瓜分，其中奥尔良附近区域被克罗多米尔获得，后者在此建立奥尔良王国。524年，克洛多米尔被勃艮第王国刺杀，奥尔良王国被另外三个儿子瓜分。549年，希尔德贝特一世在奥尔良召开了新的宗教会议，颁布了24条教规，推翻了聶斯脫里和歐迪奇的学说。558年，希尔德贝特一世逝世，继承者仅剩克洛泰尔一世，原法兰克王国得以再次“统一”，但仅三年后（561年），克洛泰尔一世去世，法兰克王国再次被其四个儿子瓜分，其中奥尔良被贡特朗继承。根据史学家都爾的額我略的记载，贡特朗在奥尔良执政期间大力发展工商业，使得当地人口数量持续上升，成为区域性的贸易中心。墨洛温王朝时期，法兰克王国政治中心迁移至塞纳河流域，但奥尔良依旧为重要的宗教及区域政治中心；加洛林王朝时期，奥尔良成为一个伯爵的首府，阿德里安于821年成为首任奥尔良伯爵。
公元9世纪，诺曼人入侵法兰克王国，其中854年诺曼人曾一度欲攻占奥尔良，但在当地主教带领军队的反抗下未能成功。公元868年，布列塔尼东北部地区被诺曼人占领，多勒主教桑松（Samson）曾前往奥尔良避难，此后，当地的一处教堂以其命名。公元987年，在兰斯大主教的帮助下，于格·卡佩携带其15岁的儿子罗贝尔二世在奥尔良圣十字大教堂加冕成为共治国王。此后，又有多位卡佩王朝国王长居于奥尔良，为当地带来了巨大的财富，1108年，在教宗巴斯加二世的支持下，路易六世在奥尔良加冕，成为法兰西王国历史上少有的未在兰斯加冕的国王之一。横跨卢瓦尔河的小塔大桥于1140年建成，该桥是卢瓦尔河中下游地区最早修建的固定桥梁之一，此桥的修建使得奥尔良成为连接法国南北的咽喉。公元12世纪末，奥尔良已发展成为重要的工商业城市，葡萄酒种植园、集市大堂、大教堂等设施纷纷出现。1306年，教宗克勉五世创建了奥尔良大学，成为法国本土的第四所高等教育学府。1344年，腓力二世创建瓦卢瓦-奥尔良王朝和奥尔良公爵，使得奥尔良再次成为一个政治中心。

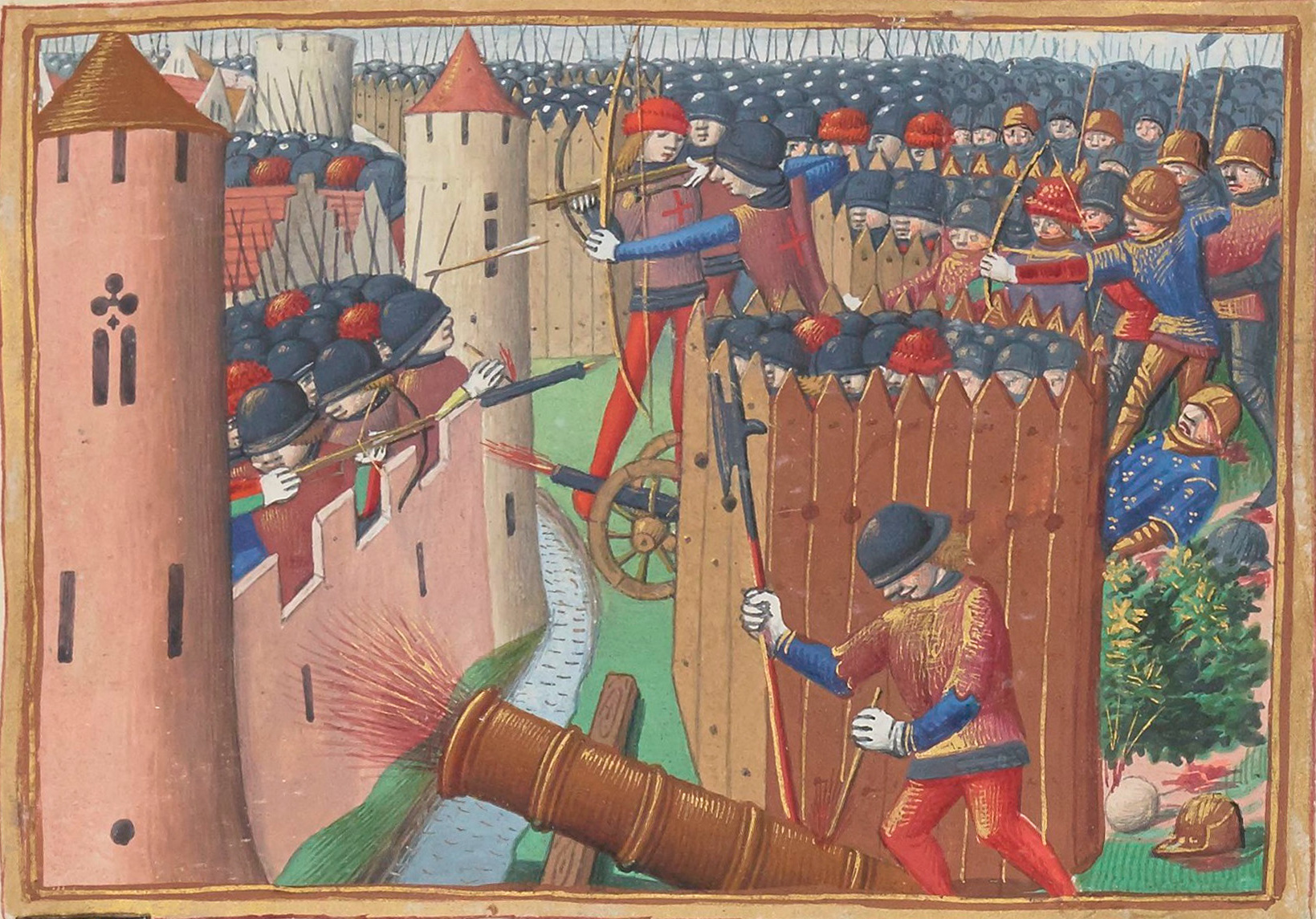
奥尔良之围的插画

随着奥尔良工商业的发展，其政治和军事战略地位也逐渐凸显。英法百年战争时期，英格兰军队入侵法兰西，诺曼底地区和塞纳河流域已分别于1415年和1420年被基本沦陷，而奥尔良作为进入法国南部的战略要地也被英格兰军队列入占领计划。1428年10月，英格兰军队发动战争，妄图入侵奥尔良。法兰西民族英雄圣女贞德组织军队展开奥尔良之围，在经历了近半年的斗争后，英格兰军队于1429年5月8日撤离奥尔良，该地最终未能被沦陷。奥尔良围城战的胜利扭转了法兰西王国此前的低迷局势，成为百年战争的重要转折点，为此后法兰西王国的一系列反击战争打下了基础。
宗教战争时期，路易一世曾于1562年将奥尔良设为胡格诺教派的首府。但仅不到一年之后，弗朗索瓦·德·吉斯于1563年2月率天主教军队就重新夺回了奥尔良。1572年8月25至27日，圣巴多罗买大屠杀波及奥尔良，当地1,200名新教徒被屠杀，此后，天主教在奥尔良取得了绝对性的思想地位。

### 近代

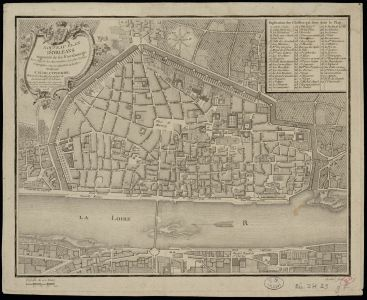
1778年的奥尔良地图

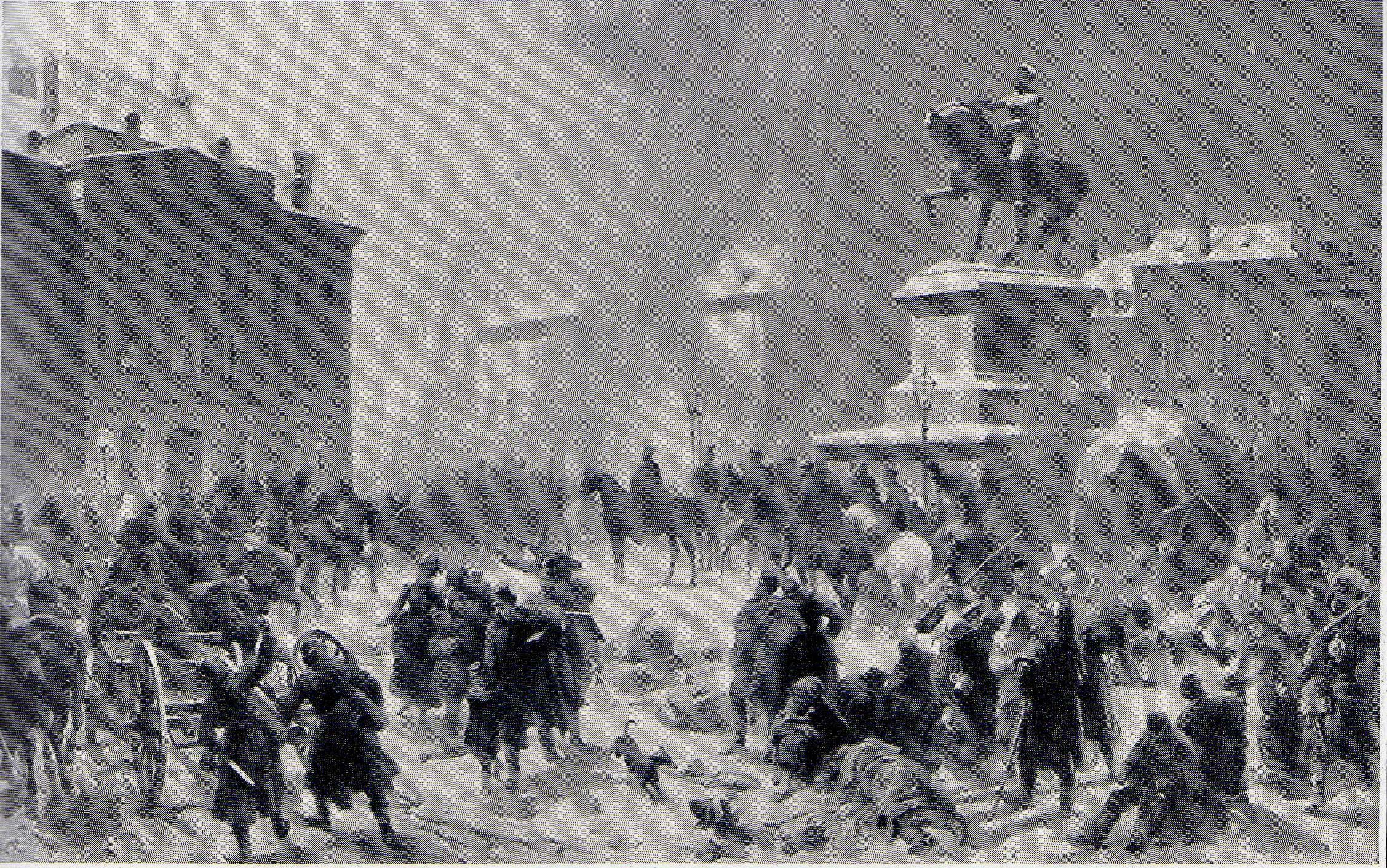
被普鲁士军队占领的奥尔良

文艺复兴期间，奥尔良成为了一个重要的文化艺术中心。法国作家莫里哀曾在奥尔良大学攻读法律专业，而奥尔良所处的卢瓦尔河谷也出现了大批新艺术风格的城堡建筑群。奥尔良主教座堂曾多次被大火烧毁，最后的一次重建工作起于亨利四世时期，工程持续了一个世纪，直至路易十四时期才基本竣工。1715年，路易十五成为法兰西国王，彼时正值西欧对外扩张殖民浪潮的鼎盛时期，法兰西殖民者将北美密西西比河河口附近的港口城市命名为“新奥尔良”，以纪念当时的攝政王奥尔良公爵菲利普二世。18世纪末，为提供通行效率，原有的“小塔大桥”被拆除，其原址西侧修建了长325米、宽15米的乔治五世大桥，成为彼时奥尔良的地标性建筑物。
法国大革命后，奥尔良行省被撤销，其主体被划分为卢瓦-谢尔省和卢瓦雷省，其中奥尔良为卢瓦雷省的一个市镇，同时也被设为该省的省会。工业革命期间，奥尔良的社会经济结构逐渐转变。1838年，连接巴黎和奥尔良之间的铁路修建计划被提出，由此诞生了巴黎-奥尔良铁路公司，1840年，连接巴黎和奥尔良的铁路线建成通车，此后又有多个方向的铁路在奥尔良附近交汇，奥尔良成为了法国中北部重要的铁路枢纽。普法战争期间，普鲁士军队于1870年12月2日占领奥尔良，并将法军分为两部分，阻止了法军解救巴黎的计划。次年，普法间签署《法兰克福条约》，普鲁士驻奥尔良军队得以撤离。19世纪中后期，受到巴黎城市规划改造思潮的影响，奥尔良的城市面貌也有了显著变化：市中心原有的普通居民房被“奥斯曼式”的多层建筑代替，市政厅、法院、剧场、大堂集市等市政建筑被翻新或重建，19世纪末，奥尔良还出现了有轨电车和地方性窄轨铁路。

### 现代

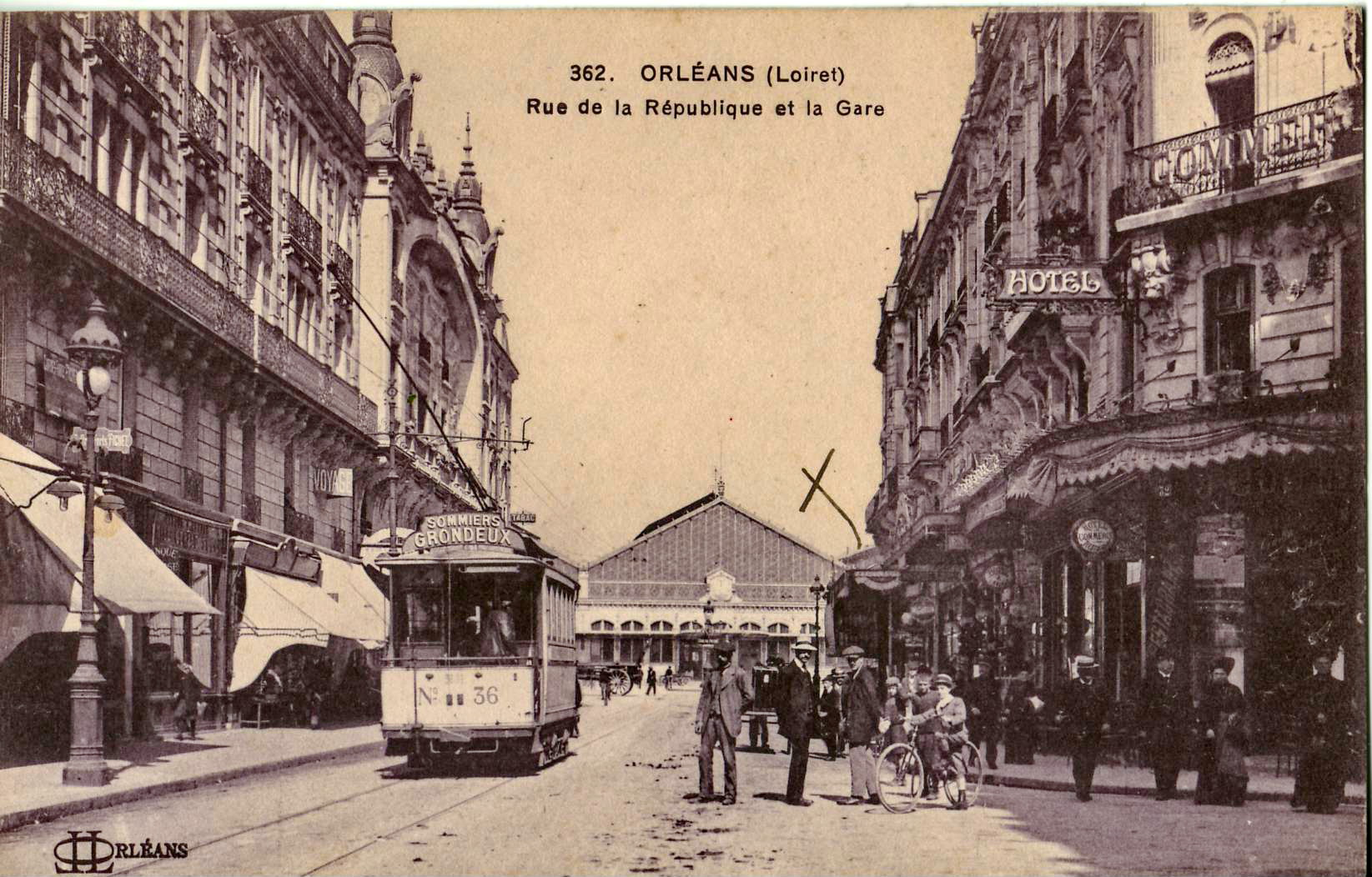
20世纪20年代的奥尔良共和国街

20世纪初，奥尔良的城市建设有了进一步的提升，卢瓦尔河南岸的区域也得到开发，形成现代化居民区。与此同时，奥尔良北部则出现了一处机场，于1909年开通了前往瑞维西的民用航线，法国航天设计师路易·布莱里奥曾在此进行过航天器实验。
二战期间，奥尔良及其所处的法国北部地区被纳粹德军的占领，奥尔良市区曾于1940年6月14日夜间遭到轰炸，乔治五世大桥被损毁。1944年中旬，联军为切断纳粹德军的交通网，对奥尔良及附近的交通设施进行了再次的轰炸，奥尔良火车站、卢瓦尔河铁路桥等多个关键性交通设施被炸毁。最终，奥尔良于同年8月9日获得解放。二战后，奥尔良得到恢复重建，其中皇家街立面改造和乔治五世大桥的重建工程成为了首批实施项目。
自20世纪50年代起，法国政府开始推行“为巴黎减压”计划，奥尔良作为距离巴黎最近的大城市而被列为重要的科教发展基地，在国家政策的支持下，奥尔良市政府于1959年购买了圣西尔昂瓦勒西部的大片土地用于建设“奥尔良河源新区”（Orléans-la-Source），法国地质勘探研究院、卢瓦尔-布列塔尼水文中心、法國國家科學研究中心奥尔良分院以及新的奥尔良大学相继在此建成。1964年，连接巴黎和河源新区的双向六车道的高速公路建成通车，法国政府还一度规划了连接两地的喷气式列车，但最终因技术原因而被放弃。此外，自1964年起，奥尔良还成为了中央大区（2015年更名为“中央-卢瓦尔河谷大区”）的首府。2000年，长18公里的奥尔良有轨电车A线建成运行，成为法国中部首个现代城市轨道交通系统，也是彼时法国一次性建成最长的有轨电车线路。2007年，由AREP设计公司主持设计修建的奥尔良火车站主体建筑投入使用。2015年，位于奥尔良市区的奥尔良监狱整体外迁，原址被改建为城市绿地。2018年，奥尔良城市圈公共社区升级成为都会区。

## 地理

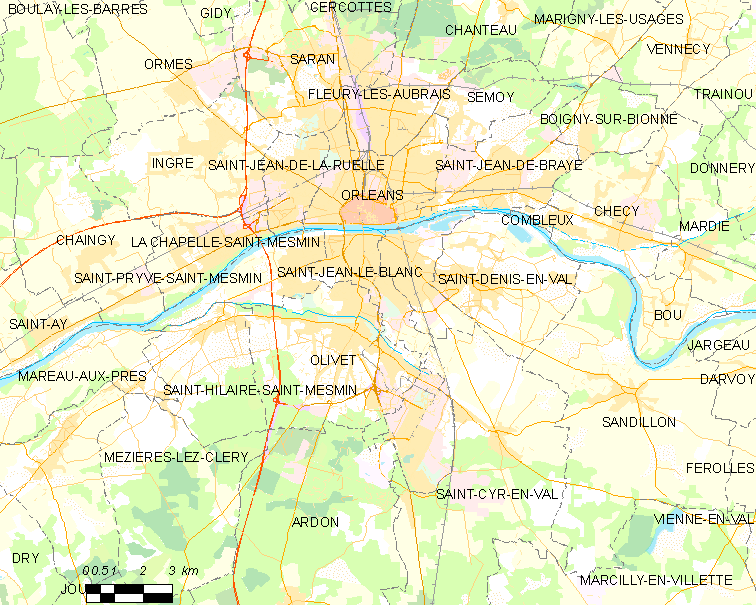
奥尔良市镇范围地图

奥尔良位于法国中部偏北，中央-卢瓦尔河谷大区东北部和卢瓦雷省西部，距离法国首都巴黎大约126公里。与奥尔良接壤的市镇包括：弗勒里莱索布赖、圣欧班堡、奧利韋、阿尔东、圣西尔昂瓦勒、圣让德布赖、圣让德拉吕埃勒、圣让勒布朗、圣普里韦-圣梅曼、萨朗、瑟穆瓦。在用地情况方面，2018年，奥尔良市镇范围内87.8%的土地为城市建设用地（道路、广场、建筑等）、7.5%为农业用地、0.7%为林地、0.4%为自然土地，以卢瓦尔河为首的水体区域占奥尔良市镇面积的3.6%。

### 地形
奥尔良位于卢瓦尔河谷之中，南部为索洛涅森林，北部为博斯平原，境内地势平坦，全境最高点为124米，位于圣樊尚城郊街与弗勒里莱索布赖的交汇处；最低点为90米，位于欧洲大桥附近的卢瓦尔河河面。

### 地质
奥尔良在地质学上位于巴黎盆地腹地，其市镇范围内地质构造大致可分为三个单元：
- 卢瓦尔河以北为波尔多期或阿基坦期形成的石灰岩，其表面在河流搬运和沉积作用下被淤泥及砂岩覆盖[7]。
- 卢瓦尔河岸附近区域为典型的现代冲积物覆盖区，深度在6米以内，其冲积物来自于卢瓦尔河上游的法国中央高原，其成分中超过80%为石英、喷出岩和花岗岩组成的混合物，玄武岩成分则占有约8%的比例[7]。
- 卢瓦尔河以南地区则为沉积物区，平均深度超过6米，最深处可达20米，多形成于更新世。相比现代冲积物覆盖区，这一地区的各类沉积物在常年侵蚀作用下被进一步分解，形成大量结核类岩土，玄武岩成分则不到2%。这一区域土壤肥沃，适合大部分温带林木生长[7]。

奥尔良境内现代沉积物下方多为博斯石灰岩（Calcaire de Beauce），其碳酸钙比例在80%至97%之间，属于喀斯特地貌，透水性强，在卢瓦尔河的补给作用下，奥尔良地下水网丰富，含水层厚度在60至130米之间，根据法国地质勘探局2003年的勘测结果，奥尔良市镇范围内共有704处地下洞穴。
| 奥尔良地质地图 | |
|                | Fz：现代常年河床冲积区（全新世） Fy：现代汛期河床冲积区（全新世） Fw：卢瓦尔河沉积物区 (更新世） m2MSO：奥尔良砂岩及淤泥区（波尔多期） m2MCO：奥尔良石灰岩及淤泥区（波尔多期） m1CPi：皮蒂维耶石灰岩区（阿基坦期） |

### 水文

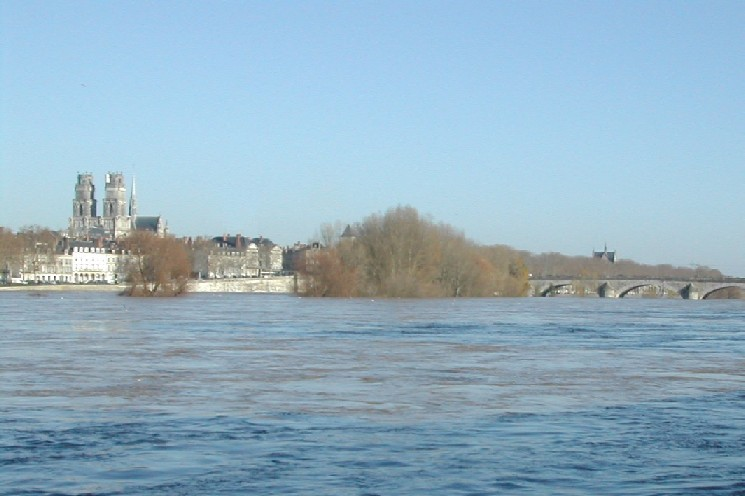
丰水期的卢瓦尔河奥尔良段

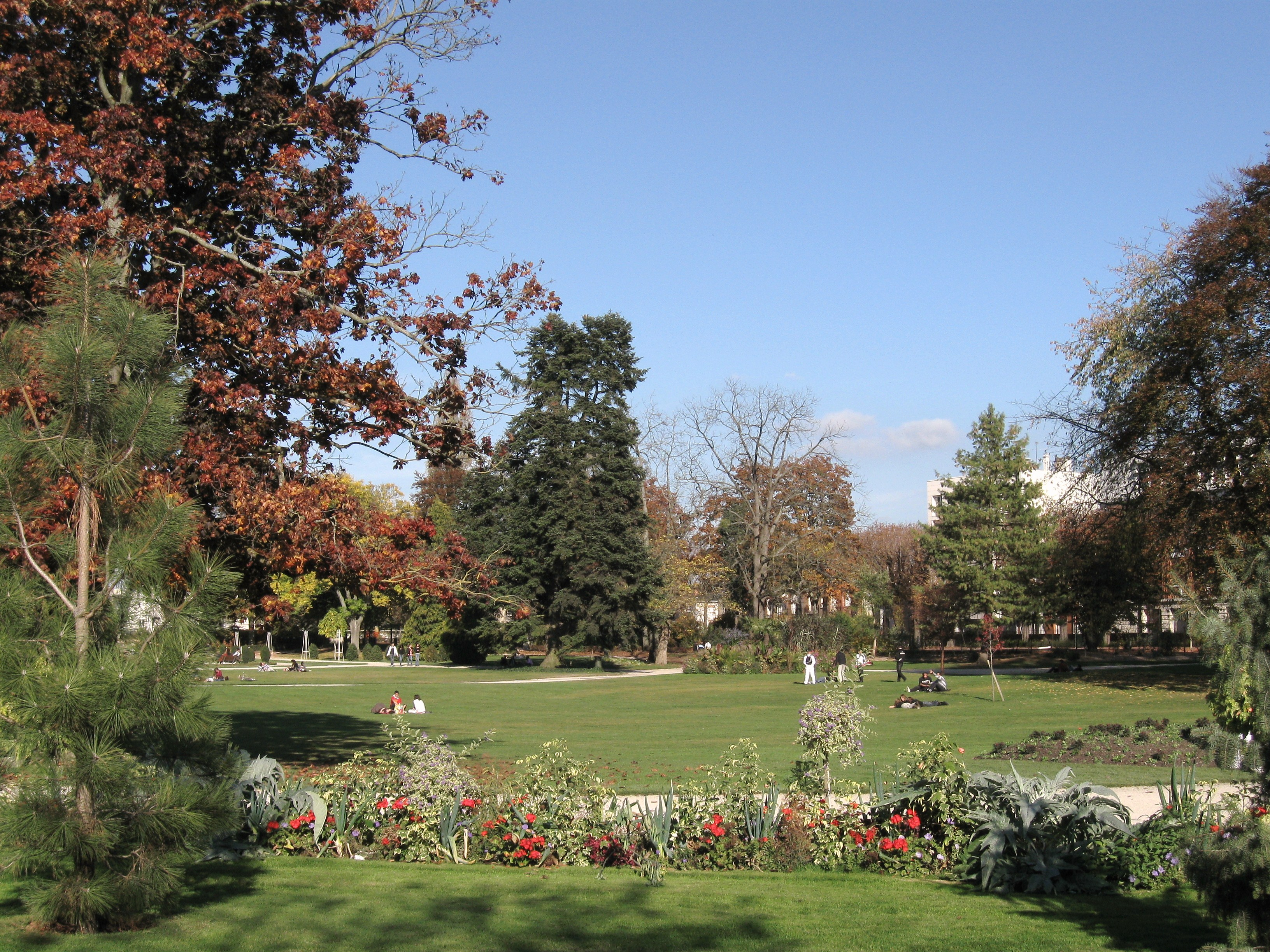
路易·巴斯德公园

法国第一大河卢瓦尔河自东向西流经奥尔良市区，奥尔良也是该河全程纬度最高点。卢瓦尔河奥尔良段平均宽度约300米，与之平行的奥尔良运河自奥尔良市区向东延伸，可连接塞纳河及约讷河流域，历史上为重要的航路，后因铁路及公路的建成而逐渐放弃，但该河仍具有航运功能，可供一些私人游艇通行。
卢瓦尔河左岸的一级支流卢瓦雷河是一条补给河，其源头位于奥尔良市区南部的河源花儿公园内，奥尔良的“河源新区”（Orléans La Source）由此得名。
卢瓦尔河南岸的穆耶街区被法国国土监察部门列入“洪涝预警区”，当地历史上曾多次发生洪涝灾害，“穆耶尔”街区一名来源于法语单词，意为“湿润”，其名称即与当地历史上的洪涝灾害有关。

### 植被
奥尔良属于温带落叶林区，位于卢瓦雷省中部的大片森林被命名为“奥尔良森林”。奥尔良市镇范围内的天然森林总面积约20公顷，主要分布于市区南部的卢瓦雷河两岸以及河源街区东部。占地4.5公顷的路易·巴斯德公园是老城区附近重要的城市绿地，公园正中央的喷水池雕塑由法国雕塑家费利克斯·沙尔庞蒂埃设计。而位于奥尔良新区的河源花儿公园则是一个在天然林地基础上扩建而成的绿地公园，被法国文化部评为“荣誉园林单位”。
在鲜花城市的评比中，奥尔良被评为4星级鲜花城市，是该项目的最高荣誉。

### 气候
奥尔良在柯本气候分类法中属于温带海洋性气候，全年温差较小，降水分布均匀，自21世纪初以来受全球气候变暖影响，当地的极端性气候时有出现。
奥尔良附近的布里西境内设有气象站，该气象站建于1936年1月2日，其记录的最高气温为41.3摄氏度，出现于2019年7月25日；最低气温为-19.8摄氏度，出现于1940年1月25日，以下为该气象站的详细数据：
| 奥尔良-布里西 1981年－2019年 | 奥尔良-布里西 1981年－2019年 | 奥尔良-布里西 1981年－2019年 | 奥尔良-布里西 1981年－2019年 | 奥尔良-布里西 1981年－2019年 | 奥尔良-布里西 1981年－2019年 | 奥尔良-布里西 1981年－2019年 | 奥尔良-布里西 1981年－2019年 | 奥尔良-布里西 1981年－2019年 | 奥尔良-布里西 1981年－2019年 | 奥尔良-布里西 1981年－2019年 | 奥尔良-布里西 1981年－2019年 | 奥尔良-布里西 1981年－2019年 | 奥尔良-布里西 1981年－2019年 |
| 月份                         | 1月                          | 2月                          | 3月                          | 4月                          | 5月                          | 6月                          | 7月                          | 8月                          | 9月                          | 10月                         | 11月                         | 12月                         | 全年                         |
| ---------------------------- | ---------------------------- | ---------------------------- | ---------------------------- | ---------------------------- | ---------------------------- | ---------------------------- | ---------------------------- | ---------------------------- | ---------------------------- | ---------------------------- | ---------------------------- | ---------------------------- | ---------------------------- |
| 历史最高温 °C（°F）          | 16.6 (61.9)                  | 21.9 (71.4)                  | 26.5 (79.7)                  | 29.8 (85.6)                  | 32.7 (90.9)                  | 36.9 (98.4)                  | 41.3 (106.3)                 | 39.9 (103.8)                 | 33.8 (92.8)                  | 30.1 (86.2)                  | 21.8 (71.2)                  | 18.6 (65.5)                  | 41.3 (106.3)                 |
| 平均高温 °C（°F）            | 6.7 (44.1)                   | 7.9 (46.2)                   | 12.1 (53.8)                  | 15.2 (59.4)                  | 19.1 (66.4)                  | 22.6 (72.7)                  | 25.4 (77.7)                  | 25.2 (77.4)                  | 21.3 (70.3)                  | 16.4 (61.5)                  | 10.4 (50.7)                  | 7 (45)                       | 15.8 (60.4)                  |
| 日均气温 °C（°F）            | 3.9 (39.0)                   | 4.4 (39.9)                   | 7.5 (45.5)                   | 10 (50)                      | 13.9 (57.0)                  | 17 (63)                      | 19.4 (66.9)                  | 19.2 (66.6)                  | 15.9 (60.6)                  | 12.1 (53.8)                  | 7.2 (45.0)                   | 4.3 (39.7)                   | 11.2 (52.2)                  |
| 平均低温 °C（°F）            | 1.1 (34.0)                   | 0.9 (33.6)                   | 3 (37)                       | 4.8 (40.6)                   | 8.6 (47.5)                   | 11.5 (52.7)                  | 13.3 (55.9)                  | 13.2 (55.8)                  | 10.5 (50.9)                  | 7.9 (46.2)                   | 4 (39)                       | 1.7 (35.1)                   | 6.7 (44.1)                   |
| 历史最低温 °C（°F）          | −19.8 (−3.6)                 | −16.4 (2.5)                  | −12.9 (8.8)                  | −4.5 (23.9)                  | −3 (27)                      | 0.8 (33.4)                   | 3.7 (38.7)                   | 4.2 (39.6)                   | −0.8 (30.6)                  | −4.5 (23.9)                  | −15.3 (4.5)                  | −16.5 (2.3)                  | −19.8 (−3.6)                 |
| 平均降水量 mm（）            | 52.3 (2.06)                  | 44.4 (1.75)                  | 46.4 (1.83)                  | 49.4 (1.94)                  | 64.2 (2.53)                  | 44.8 (1.76)                  | 59.9 (2.36)                  | 50 (2.0)                     | 50.5 (1.99)                  | 64.4 (2.54)                  | 58 (2.3)                     | 58.2 (2.29)                  | 642.5 (25.30)                |
| 月均日照時數                 | 66.4                         | 87.3                         | 140.5                        | 176.2                        | 207                          | 216.6                        | 221.3                        | 224.6                        | 179.2                        | 121.1                        | 70.6                         | 56.6                         | 1,767.4                      |
| 来源：infoclimat.fr          |                              |                              |                              |                              |                              |                              |                              |                              |                              |                              |                              |                              |                              |

## 行政区划
奥尔良是法国中央-卢瓦尔河谷大区卢瓦雷省的一个市镇，编号为45234，它也是中央-卢瓦尔河谷大区的首府和卢瓦雷省的省会。奥尔良隶属于卢瓦雷省第二选区，下辖奥尔良区，管理奥尔良第一县、第二县、第三县和第四县，另有部分街区被划入圣欧班堡县。奥尔良也是同名都会区的办公驻地。
根据奥尔良都会区网站，奥尔良市镇被划为6个组块和12个街区，并成立有街区公民委员会，实行街区自治制度。
法国国家统计与经济研究所（简称）在进行数据统计时，将奥尔良及相邻的另外18个市镇设为奥尔良城市核心区，并将包括核心区在内的周边共153个市镇划为奥尔良城市区。自2020年起，奥尔良城市区被包含136个市镇的奥尔良城市辐射区代替。此外，还将奥尔良市镇分为了45个“块区”（IRIS），以便于统计人口分布情况。
| 奥尔良街区地图 | 奥尔良街区地图 | 奥尔良街区地图 | 奥尔良街区地图 | 奥尔良街区地图 | 奥尔良街区地图 | 奥尔良街区地图 |
| --- | -------------- | -------------- | -------------- | -------------- | -------------- | -------------- |
| 勃艮第 · -省政府 勃艮第-圣艾尼昂 · 圣厄韦尔特 勃艮第 · -沙特莱 马尔特鲁瓦 · -大教堂 加尔默罗 · -共和国 南加尔默罗 埃卡勒- · 卢瓦尔河岸 圣让城郊街 圣洛朗- · 萨尼塔斯 博蒙-沃夸 索尼斯-圣让 沙托丹-迪努瓦 巴尼耶- · 科利尼 巴尼耶- · 多媒体中心 相思树-巴尼耶-格鲁 巴尼耶- · 西北-米尔兰 莱布洛西耶 · -市政府 西部-宪兵队 火车站- · 明斯特 勃艮第- · 圣樊尚 勃艮第- · 巴斯德 阿戈讷-沙尔东田- · 枫丹-内科坦 南阿戈讷 · -让·扎伊 马恩河 大维利耶 威奇托 · -莫扎特 南阿戈讷 勃艮第城郊街 西部-鹿角 · -吉涅戈 植物园-王妃 菲亚克尔 · -舍诺 白鹮 玫瑰园 穆耶 · -王妃 西南- · 沙巴西耶尔 南部 球场 大学 2002 弗拉马里永 开发区 博尚 拉瓦锡-安塞 庞加莱 · -鹬鸟 松树 · -东庞加莱 罗丹 湖泊 · -医院大街 |                |                |                |                |                |                |

| 街区                                                    | 块区名称*                   | 块区原名                                     | 人口* | 失业率 |
| ------------------------------------------------------- | --------------------------- | -------------------------------------------- | ----- | ------ |
| Centre ville 市中心                                     | 勃艮第-沙特莱               | Bourgogne - Châtelet                         | 2,169 | 15.5 % |
| Centre ville 市中心                                     | 勃艮第-省政府               | Bourgogne - Préfecture                       | 1,970 | 17.2 % |
| Centre ville 市中心                                     | 勃艮第-圣艾尼昂-圣厄韦尔特  | Bourgogne - Saint Aignan - Saint Euverte     | 2,064 | 18.6 % |
| Centre ville 市中心                                     | 加尔默罗-共和国             | Carmes - République                          | 3,844 | 16.2 % |
| Centre ville 市中心                                     | 南加尔默罗                  | Carmes - Sud                                 | 2,968 | 15.4 % |
| Centre ville 市中心                                     | 马尔特鲁瓦-大教堂           | Martroi - Cathédrale                         | 2,470 | 12.5 % |
| Ouest 西部                                              | 巴尼耶-科利尼               | Bannier - Coligny                            | 3,553 | 13.8 % |
| Ouest 西部                                              | 巴尼耶-媒体中心             | Bannier - Médiathèque                        | 2,423 | 13.2 % |
| Ouest 西部                                              | 博蒙-沃夸                   | Beaumont - Vauquois                          | 2,282 | 8.0 %  |
| Ouest 西部                                              | 沙托丹-迪努瓦               | Châteaudun - Dunois                          | 3,043 | 8.0 %  |
| Ouest 西部                                              | 埃卡勒-卢瓦尔河岸           | Ecale - Rives de Loire                       | 2,289 | 15.4 % |
| Ouest 西部                                              | 圣让城郊街                  | Faubourg Saint-Jean                          | 2,017 | 11.8 % |
| Ouest 西部                                              | 索尼斯-圣让                 | Sonis - Saint-Jean                           | 2,372 | 13.7 % |
| Ouest 西部                                              | 圣洛朗-萨尼塔斯             | Saint-Laurent - Sanitas                      | 2,667 | 12.3 % |
| Nord 北部                                               | 相思树-巴尼耶-格鲁          | Acacias - Bannier-Groues                     | 2,990 | 14.3 % |
| Nord 北部                                               | 巴尼耶-西北-米尔兰          | Bannier - Nord Ouest - Murlins               | 2,044 | 10.0 % |
| Nord 北部                                               | 勃艮第-巴斯德               | Bourgogne - Pasteur                          | 1,822 | 12.5 % |
| Nord 北部                                               | 勃艮第-圣樊尚               | Bourgogne - Saint-Vincent                    | 2,873 | 11.2 % |
| Nord 北部                                               | 火车站-明斯特               | Gare - Münster                               | 2,857 | 22.4 % |
| Nord 北部                                               | 莱布洛西耶尔-市政府         | Les Blossières - Mairie                      | 3,451 | 23.4 % |
| Nord 北部                                               | 西部-宪兵队                 | Ouest - Gendarmerie                          | 3,206 | 13.9 % |
| Est 东部                                                | 阿戈讷-沙尔东田-枫丹-内科坦 | Argonne - Champ Chardon - Fontaine - Nécotin | 4,228 | 12.9 % |
| Est 东部                                                | 南阿戈讷                    | Argonne Sud                                  | 2,008 | 38.0 % |
| Est 东部                                                | 南阿戈讷-让·扎伊            | Argonne Sud - Jean Zay                       | 3,135 | 12.0 % |
| Est 东部                                                | 勃艮第城郊街                | Faubourg Bourgogne                           | 3,923 | 14.6 % |
| Est 东部                                                | 大维利耶                    | Grand Villiers                               | 2,183 | 34.5 % |
| Est 东部                                                | 马恩河                      | Marne                                        | 1,895 | 17.6 % |
| Est 东部                                                | 威奇托-莫扎特               | Wichita-Mozart                               | 1,595 | 42.0 % |
| Saint-Marceau 圣玛索                                    | 白鹮                        | Cigogne                                      | 1,651 | 10.7 % |
| Saint-Marceau 圣玛索                                    | 菲亚克尔-舍诺               | Fiacre - Chenault                            | 3,607 | 16.3 % |
| Saint-Marceau 圣玛索                                    | 玫瑰园                      | Les Roses                                    | 2,252 | 10.4 % |
| Saint-Marceau 圣玛索                                    | 穆耶-王妃                   | Mouillère-Dauphine                           | 2,333 | 18.2 % |
| Saint-Marceau 圣玛索                                    | 西部-鹿角-吉涅戈            | Ouest - Corne de Cerf - Guignegault          | 3,467 | 9.7 %  |
| Saint-Marceau 圣玛索                                    | 植物园-王妃                 | Plantes-Dauphine                             | 3,999 | 12.0 % |
| Saint-Marceau 圣玛索                                    | 南部                        | Sud                                          | 2,343 | 9.7 %  |
| Saint-Marceau 圣玛索                                    | 球场                        | Stade                                        | 2,343 | 9.7 %  |
| Saint-Marceau 圣玛索                                    | 西南-沙巴西耶尔             | Sud Ouest - Chabassières                     | 2,073 | 8.5 %  |
| La Source 河源                                          | 开发区                      | Activités                                    | 75    | n.d.   |
| La Source 河源                                          | 博尚                        | Beauchamps                                   | 1,095 | 34.7 % |
| La Source 河源                                          | 弗拉马里永                  | Flammarion                                   | 2,793 | 35.1 % |
| La Source 河源                                          | 拉瓦锡-统计局               | Lavoisier - Insee                            | 1,837 | 26.9 % |
| La Source 河源                                          | 湖泊-医院大街               | Le Lac - Avenue de l'Hôpital                 | 2,378 | 9.0 %  |
| La Source 河源                                          | 庞加莱-鹬鸟                 | Poincaré - Bécasse                           | 2,133 | 31.6 % |
| La Source 河源                                          | 松树-东庞加莱               | Sapins - Poincaré Est                        | 2,577 | 10.3 % |
| La Source 河源                                          | 罗丹                        | Rodin                                        | 2,577 | 10.3 % |
| La Source 河源                                          | 大学                        | Universités                                  | 2,491 | 17.2 % |
| La Source 河源                                          | 贰零零贰                    | 2002                                         | 2,840 | 34.1 % |
| *中文名称非官方正式翻译，仅供参考；人口数量为2012年数据 |                             |                                              |       |        |

## 交通

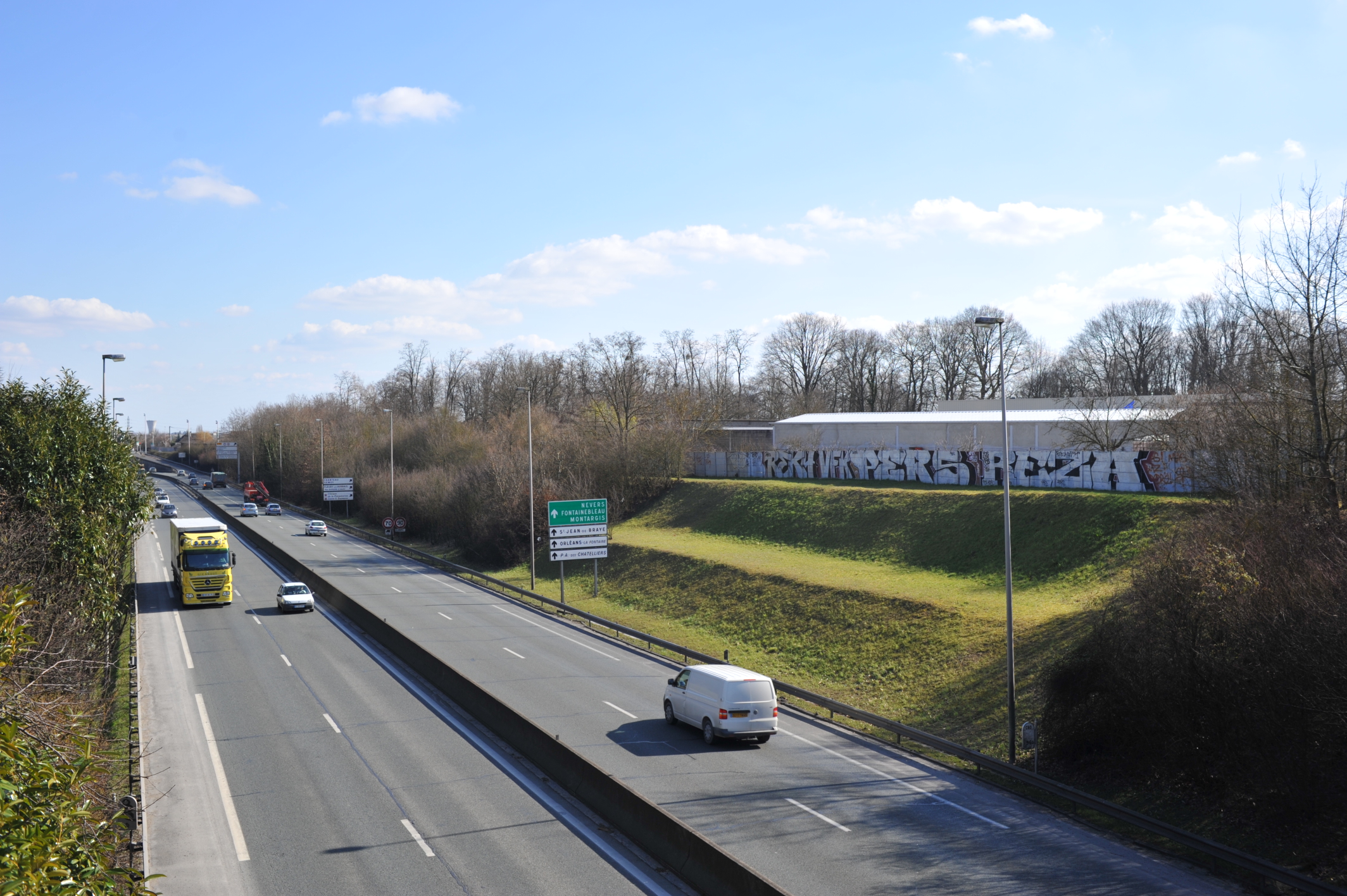
奥尔良环城公路

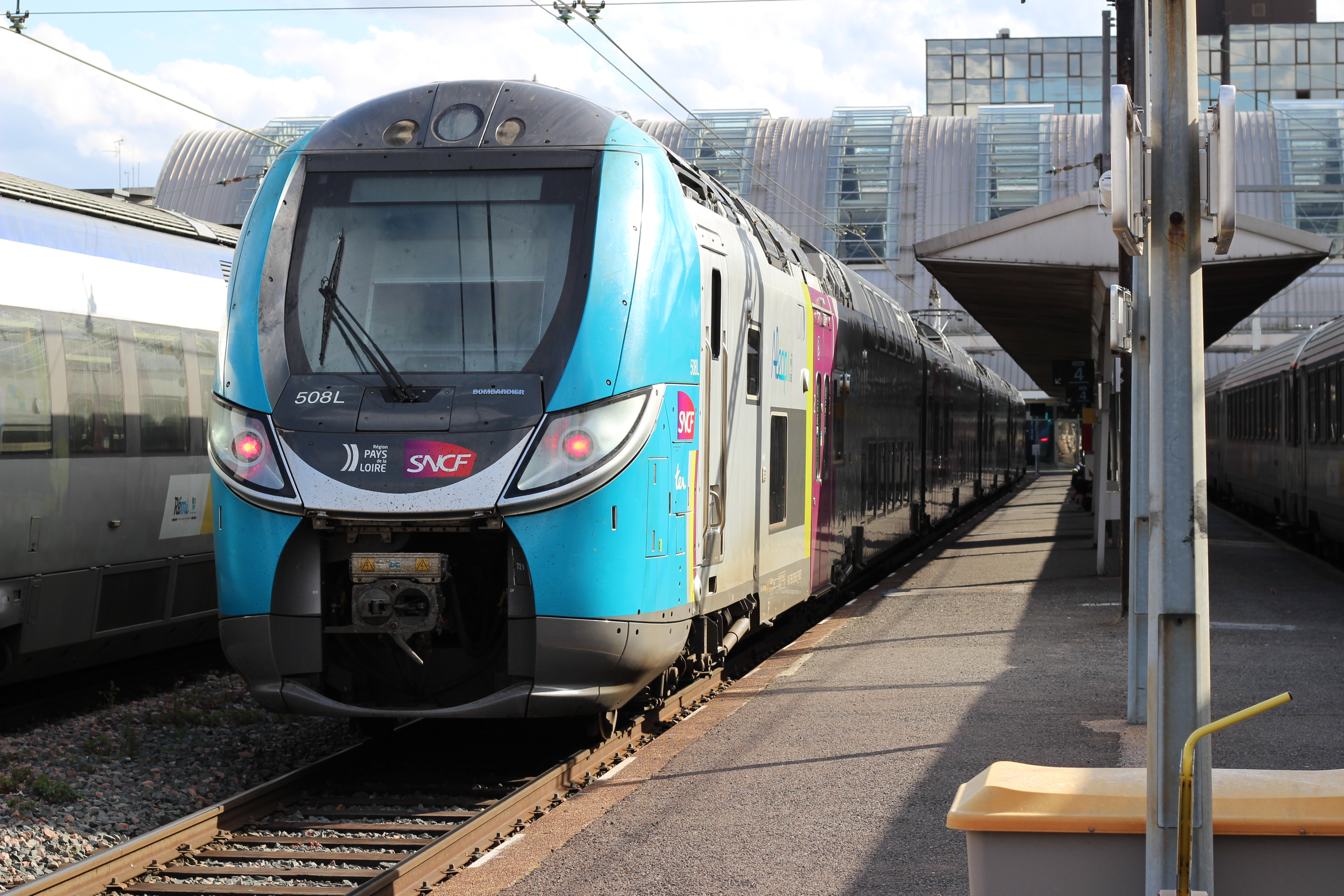
奥尔良火车站内停靠的一列卢瓦尔河号列车

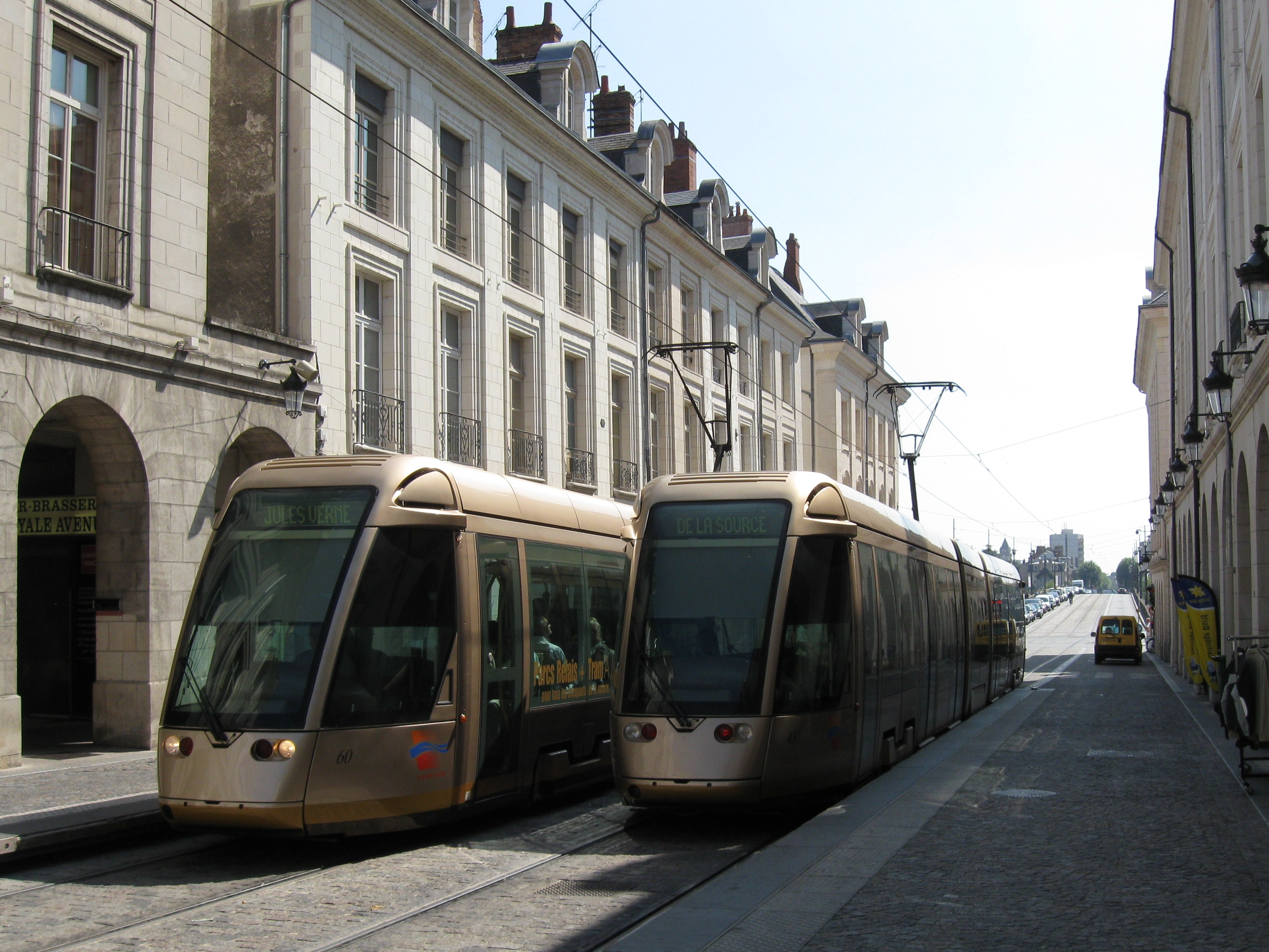
奥尔良有轨电车

### 公路
奥尔良是法国重要的公路交通枢纽，法国A10、A19和A71三条高速公路在奥尔良交汇，其交汇处聚集了多个国际性物流公司。此外多条卢瓦雷省省道在奥尔良境内交汇，奥尔良环城公路分流了大量的卢瓦尔河右岸的过境车流。
奥尔良汽车站位于奥尔良火车站东侧，是一个庭院式的巴士总站。中央-卢瓦尔河谷大区公共交通开行由奥尔良前往沙特尔、德勒、沙托丹、日安、蒙塔日、皮蒂维耶及诺让勒罗特鲁等地的常规线路，同时开行校车线路可前往奥尔良周边的部分市镇。自2015年起，一些国际性的客运公司开行停靠奥尔良的长途大巴车线路，可前往巴黎、图尔、布尔日、克莱蒙费朗、蒙彼利埃等地。
在私人汽车方面，2017年，62.3%的奥尔良家庭拥有至少一辆私人汽车。2019年，奥尔良境内共发生各类交通事故153起，造成2人遇难，176人受伤。

### 铁路
奥尔良是法国中北部的一个重要铁路枢纽，巴黎－波尔多铁路和奥尔良－蒙托邦铁路在此交汇，以“奥尔良”命名的巴黎-奥尔良铁路公司是法国国家铁路成立前规模最大的铁路运营商。奥尔良市区内的奥尔良火车站是一个尽头式铁路车站，该站开行前往巴黎、图尔、布尔日、沙托鲁、克勒兹河畔阿让通及讷韦尔等地的区域列车，同时也开行前往南特和勒克鲁瓦西克的卢瓦尔河号列车。位于奥尔良北郊弗勒里莱索布赖境内的莱索布赖火车站则是一个长途铁路车站，停靠由巴黎南下前往图卢兹、利摩日、布里夫拉盖亚尔德、拉图尔德卡罗勒及罗德兹等地的城际列车，在2016年5月以前，该站还经停一班直达里尔的TGV列车，途径巴黎戴高乐机场和迪士尼乐园，后因上座率不佳而停运。2018年，奥尔良站和莱索布赖站分别累计发送旅客343.6万和158.5万人次，均为法国铁路系统当中的a类车站。

### 航空
奥尔良市区西北部约7公里外建有奥尔良-布里西航空基地，是法国空军61运输团的所在地。
距离奥尔良最近的民用航空机场为巴黎-奥利机场，公路里程约105公里，车程约1.5小时。

### 城市公共交通
奥尔良城市公共交通（商业名称为“TAO”，为其法语全名的缩写）是当地的城市公共交通系统，由凯奥雷斯-奥尔良都会负责运营。截至2021年4月，该系统共包括2条有轨电车线路、36条常规公交线路和多条定制公交线路，其线路网覆盖了都会区内的所有市镇。
奥尔良有轨电车包括两条线路，其中A线建成于2000年，呈南北走向，全长18公里，共设有27个车站，是法国中部的首条现代城市轨道交通，也是当时法国一次性建成最长的有轨电车线路。B线则呈东西走向，全长11公里，设有25个车站，于2012年6月建成通车。
| TAO奥尔良公共交通网地图 |
|                         |

## 政治

### 市政内阁
奥尔良的现任市长为塞尔日·格鲁阿尔先生，他是共和党的一名成员，在2020年的市政选举中获得40.29%的支持率。
| 2020年奥尔良市政内阁组成           |                                    |                   |          |          |            |            |      |          |  |
|                                    |                                    |                   |          |          |            |            |      |          |  |
| 代表                               | 代表                               | 党派              | 首轮选举 | 首轮选举 | 第二轮选举 | 第二轮选举 | 席位 | 席位     |  |
| 代表                               | 代表                               | 党派              | 票数     | %        | 票数       | %          | 市镇 | 公共社区 |  |

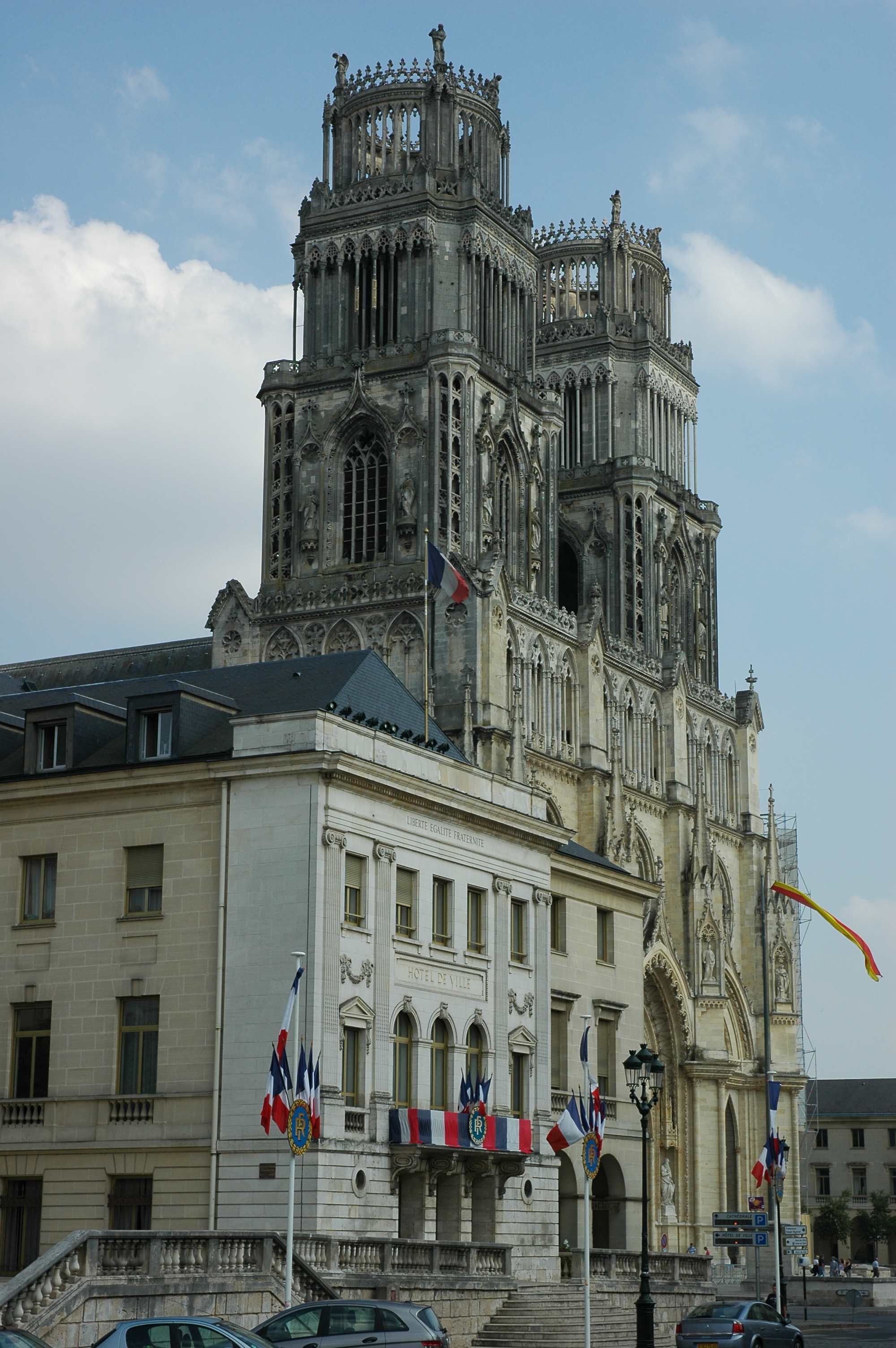
大教堂前的奥尔良市政厅

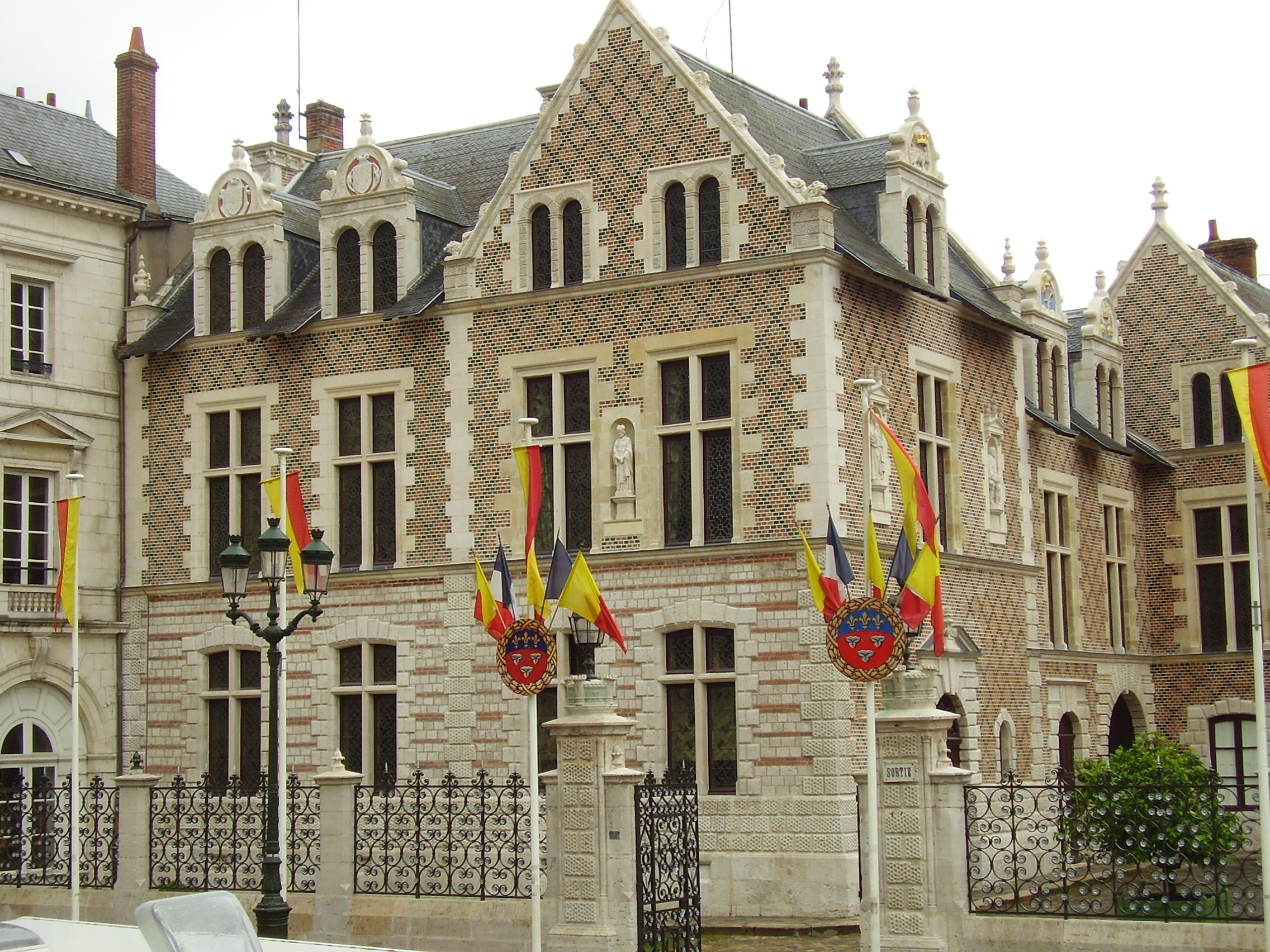
奥尔良市政厅旧址

|                                    | 塞尔日·格鲁阿尔 Serge Grouard      | LR共和黨          | 7,888    | 35.62    | 9,098      | 40.29      | 39   | 24       |  |
| 心心相念的奥尔良人 （Les Orléanais au coeur）            |                                    |                   | 7,888    | 35.62    | 9,098      | 40.29      | 39   | 24       |  |
|                                    | 奥利维耶·卡雷 Olivier Carré        | LREM复兴          | 5,339    | 24.11    | 6,318      | 27.98      | 7    | 4        |  |
| 奥尔良与奥利维耶·卡雷浑然天成 （Orléans naturellement avec Olivier Carré） |                                    |                   | 5,339    | 24.11    | 6,318      | 27.98      | 7    | 4        |  |
|                                    | 让-菲利普·格朗 Jean-Philippe Grand | EÉLV欧洲生态-绿党 | 4,254    | 19.21    | 7,163      | 31.72      | 9    | 5        |  |
| 团结与环保的奥尔良 （Orléans Solidaire Ecologique）            |                                    |                   | 4,254    | 19.21    | 7,163      | 31.72      | 9    | 5        |  |
|                                    | 巴蒂斯特·沙皮 Baptiste Chapuis     | DVG左翼无党派人士 | 2,862    | 12.92    | 7,163      | 31.72      | 9    | 5        |  |
| 让奥尔良深呼吸 （Faire respirer Orléans）                |                                    |                   | 2,862    | 12.92    | 7,163      | 31.72      | 9    | 5        |  |
|                                    | 娜塔莉·凯里安 Nathalie Kerrien     | DVC混杂中间派     | 1,446    | 6.53     |            |            | 0    | 0        |  |
| 我们，她，奥尔良 （Nous, elle, Orléans）              |                                    |                   | 1,446    | 6.53     |            |            | 0    | 0        |  |
|                                    | 法丽达·梅格杜 Farida Megdoud       | LO工人斗争        | 354      | 1.59     |            |            | 0    | 0        |  |
| 工人斗争，倾听劳动者的声音 （Lutte ouvrière - Faire entendre le camp des travailleurs）    |                                    |                   | 354      | 1.59     |            |            | 0    | 0        |  |
|                                    |                                    |                   |          |          |            |            |      |          |  |
| 有效票数                           | 有效票数                           | 有效票数          | 22143    | 97.83    | 22579      | 98.47      |      |          |  |
| 空白票                             | 空白票                             | 空白票            | 166      | 0.73     | 196        | 0.85       |      |          |  |
| 无效票                             | 无效票                             | 无效票            | 326      | 1.44     | 154        | 0.67       |      |          |  |
| 合计                               | 合计                               | 合计              | 22,635   | 100      | 22,929     | 100        | 55   | 33       |  |

### 历届市长

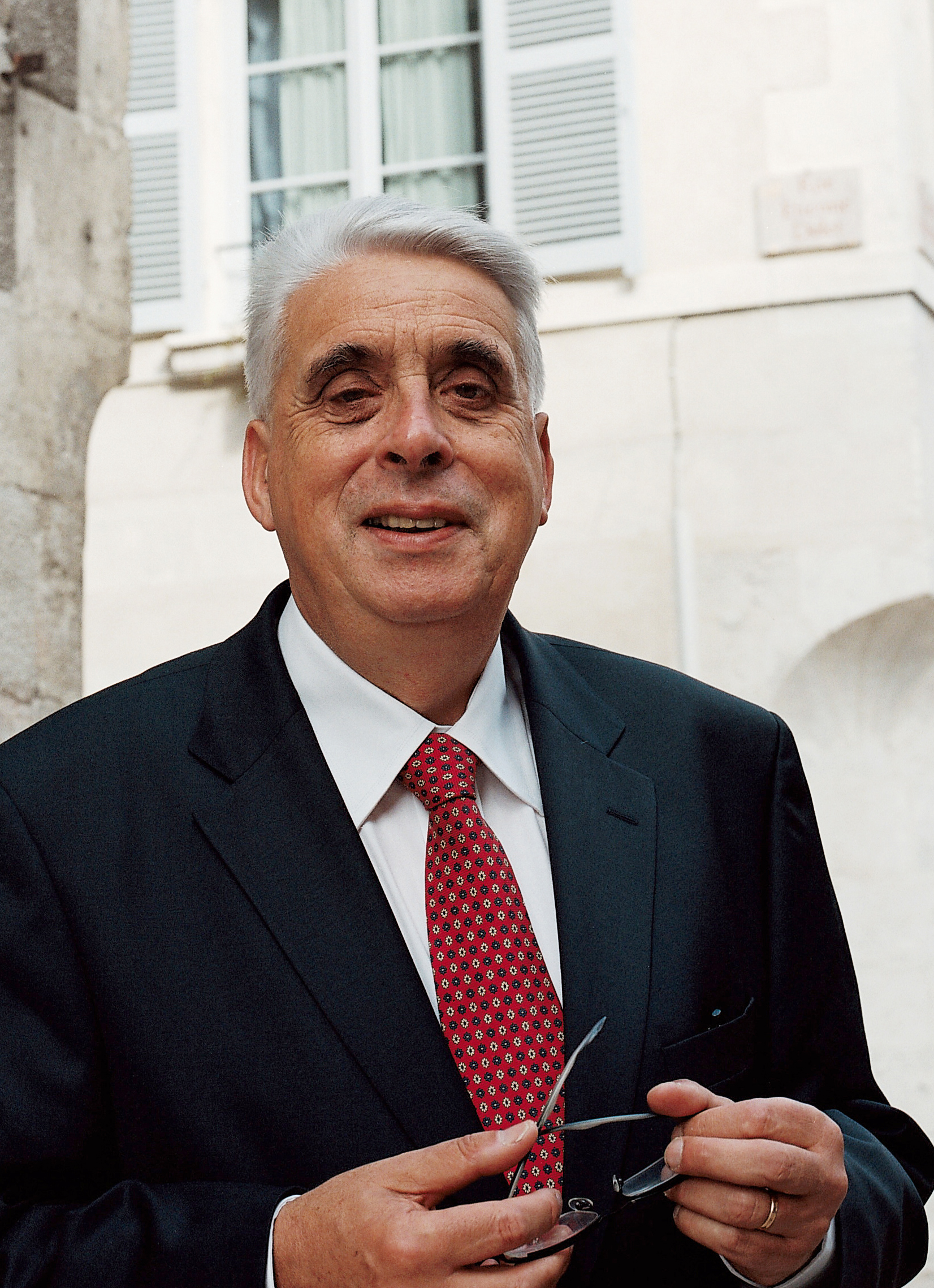
让-皮埃尔·叙厄尔

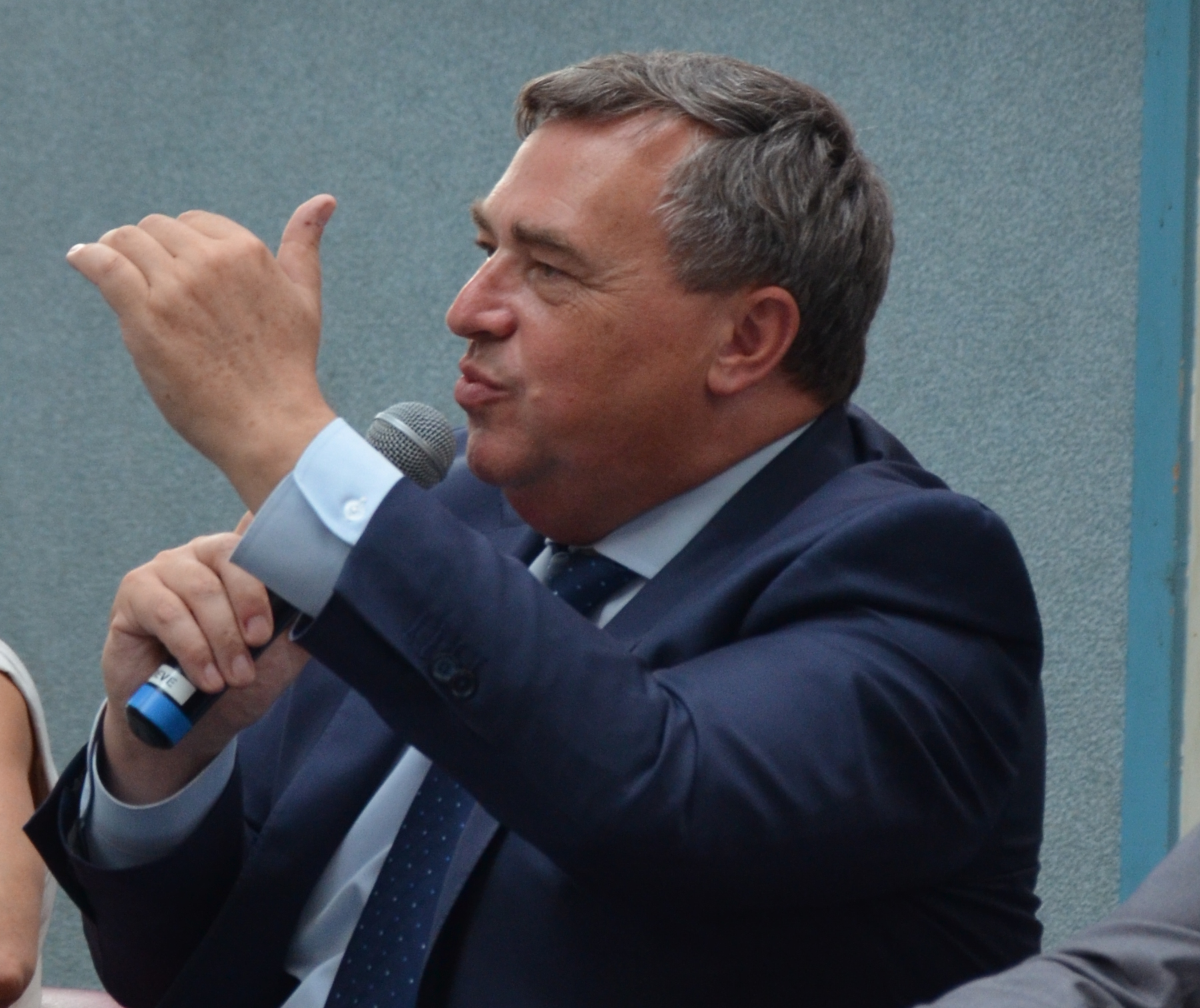
奥利维耶·卡雷

| 奥尔良历届市长                   |                  |                                 |
| 任期                             | 市长             | 党派                            |
| 1944年－1951年                   | 皮埃尔·舍瓦利耶  | UDSR抵抗运动民主社会联盟        |
| 1951年－1954年                   | 勒内·迪维尔      | 不详                            |
| 1954年－1959年                   | 皮埃尔·塞热勒    | SFIO工人国际法国支部            |
| 1959年－1971年                   | 罗歇·塞克雷坦    | RAD激进党                       |
| 1971年－1978年                   | 勒内·蒂纳        | RAD激进党                       |
| 1978年－1980年*                  | 加斯东·加卢      | RPR保衛共和聯盟                 |
| 1980年－1988年                   | 雅克·杜菲亚格    | UDF法国民主联盟 →PR法国共和人党 |
| 1988年－1989年                   | 让-路易·贝尔纳   | RAD激进党                       |
| 1989年－2001年                   | 让-皮埃尔·叙厄尔 | PS社会党                        |
| 2001年－2015年                   | 塞尔日·格鲁阿尔  | UMP人民运动联盟 →LR共和黨       |
| 2015年－2020年                   | 奥利维耶·卡雷    | LR共和黨 →DVD右翼无党派人士     |
| 2020年－                         | 塞尔日·格鲁阿尔  | LR共和黨                        |
| *注：加斯东·加卢先生在任期内逝世 |                  |                                 |

### 各级选举
在2019年欧洲议会选举中，欧洲生态党在奥尔良获得26.61%的支持率，居所有候选党派首位。
在2017年的法国总统大选的首轮和第二轮投票中，法国第25任总统埃马纽埃尔·马克龙在奥尔良分别获得了29.05%和79.29%的支持率，均居所有候选人首位。
在2015年法国大区选举的首轮和第二轮投票中，卢瓦雷省议员弗朗索瓦·博诺在奥尔良分别获得13.47%和23.8%的支持率，均居所有候选人首位。
在2015年法国省级选举中，奥尔良的五个选区结果分别如下：
| 奥尔良2015年省级选举结果 |                                                                                                |          |                                                                                               |            |           |
| 选区                     | 首轮选举                                                                                       | 首轮选举 | 第二轮选举                                                                                    | 第二轮选举 | 来源      |
| 选区                     | 胜出者                                                                                         | 支持率   | 胜出者                                                                                        | 支持率     | 来源      |
| 奥尔良第一县             | - 让-皮埃尔·加贝勒（Jean-Pierre Gabelle）先生 - 纳迪娅·拉巴迪（Nadia Labadie）女士             | 22.8%    | - 让-皮埃尔·加贝勒（Jean-Pierre Gabelle）先生 - 纳迪娅·拉巴迪（Nadia Labadie）女士            | 27.56%     | [ 社 11 ] |
| 奥尔良第二县             | - 让-保罗·安博（Jean-Paul Imbault）先生 - 娜塔莉·凯里安（Nathalie Kerrien）女士                | 16.64%   | - 让-保罗·安博（Jean-Paul Imbault）先生 - 娜塔莉·凯里安（Nathalie Kerrien）女士               | 22.12%     | [ 社 12 ] |
| 奥尔良第三县             | - 米里埃尔·谢拉达姆（Muriel Cheradame）女士 - 阿兰·图沙尔（Alain Touchard）先生                | 18.56%   | - 米里埃尔·谢拉达姆（Muriel Cheradame）女士 - 阿兰·图沙尔（Alain Touchard）先生               | 31.1%      | [ 社 13 ] |
| 奥尔良第四县             | - 奥利维耶·热弗鲁瓦（Olivier Geffroy）先生 - 亚历山德里娜·勒克莱尔（Alexandrine Leclerc）女士  | 16.2%    | - 奥利维耶·热弗鲁瓦（Olivier Geffroy）先生 - 亚历山德里娜·勒克莱尔（Alexandrine Leclerc）女士 | 22.15%     | [ 社 14 ] |
| 圣欧班堡县               | - 阿妮克·布朗沙尔-布里诺勒（Annick Blanchard-Brynhole）女士 - 米歇尔·里库（Michel Ricoud）先生 | 15.51%   | - 米谢勒·巴多（Michèle Bardot）女士 - 埃马纽埃尔·富尼耶（Emmanuel Fournier）先生              | 19.45%     | [ 社 15 ] |

## 人口
2018年，奥尔良市镇人口数量为116,238，在法国排名第34位。其中男性55,504人，女性61,181人，75岁及以上人口占6.5%，外籍人口数量为35,391人，人口密度为4,230人/平方公里，当地居民被称为（男性）或（女性）。2019年，奥尔良境内出生1,686人，死亡人口781人。
| 年份   | 1936   | 1946   | 1954   | 1962   | 1968   | 1975    | 1982    | 1990    | 1999    | 2006    | 2011    | 2016    | 2018    |
| ------ | ------ | ------ | ------ | ------ | ------ | ------- | ------- | ------- | ------- | ------- | ------- | ------- | ------- |
| 人口數 | 73,155 | 70,240 | 76,439 | 84,233 | 95,828 | 106,246 | 102,710 | 105,111 | 113,126 | 113,130 | 114,185 | 114,782 | 116,238 |

## 经济

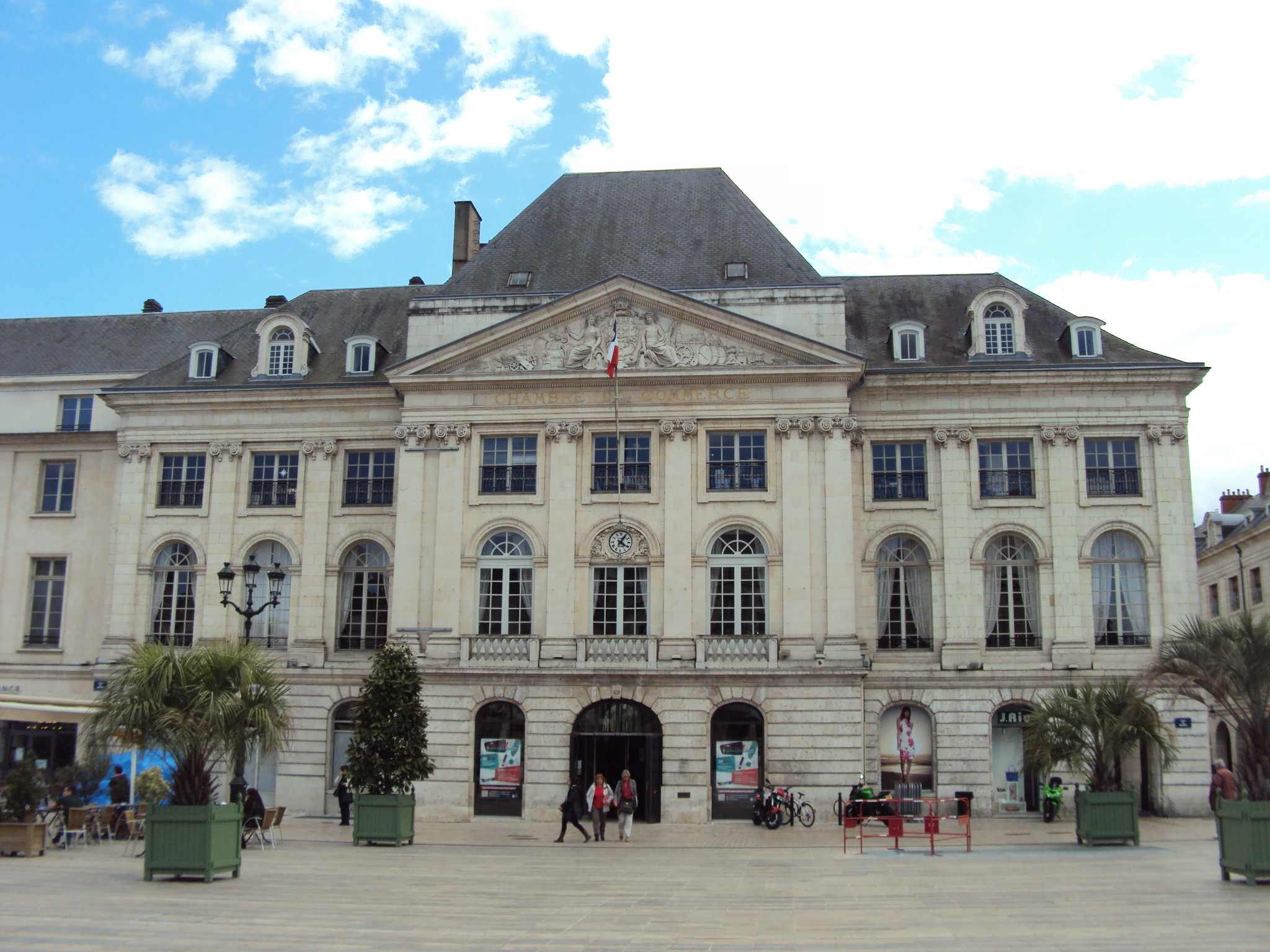
卢瓦雷省工商会大楼

奥尔良是法国中部的一个重要工商业中心，卢瓦雷省工商会驻地。当地的经济发展事务由多个部门协调负责，其中法国就业局在奥尔良境内设有劳务办公室，为当地居民提供创业及就业帮助。

### 产业分布
在第一产业方面，奥尔良在历史上为一个重要的农产品贸易中心，经济类作物以及葡萄酒是当地主要的农产品类型，自19世纪工业革命起，这一地区快速完成工业和城市化发展，至2017年，奥尔良境内仅有4家农业类企业，相关就业总人数为47人，均仅占总数的0.1%。
在第二产业方面，奥尔良在工业革命期间为一个区域性的工业中心，二战后因城市扩张和生态环境保护的需要，当地的工业生产部门大量外迁或转型。2017年，奥尔良的工业及建筑业用人单位数量为324家，占总数的8.3%；相关就业总人数为4,500，占总人数的6.8%。
在第三产业方面，奥尔良是中央-卢瓦尔河谷大区的政治中心，也是一个区域性的经济、文化、科教、通讯、医疗中心，数十家大型企业的在奥尔良设有分支，相关就业单位和从业人数分别达到了总量的91.7%和93.1%。

### 重要企业
截至2021年4月，奥尔良境内共有各类用人单位16,615家，平均历史为15年，其中96.6%为中小型企业（PME）。食品加工和医药当地主要的工业部门，法国国家地质矿产研究院、卢瓦尔河-布列塔尼水文局等机构位于奥尔良境内，奥尔良邮政中心为法国第二大邮政处理中心，亚马逊公司法国中部快递配送中心亦位于奥尔良附近，为当地带来了数量可观的就业岗位。
| 奥尔良境内的主要大型企业 |          |          |                |                             |                   |           |
| 企业                     | 类型     | 法语原名 | 领域           | 员工数量 （2019年12月31日） | 营业额 （2019年） | 数据来源  |
| 山特维克法国分部         | 区域总部 |          | 工业产品销售   | 224                         | 104,597,362 €     | [ 社 24 ] |
| 丹麦皇冠法国分部         | 区域总部 |          | 肉制品加工销售 | 20                          | 94,760,181 €      | [ 社 25 ] |
| 杜邦                     | 总部     |          | 小型汽车销售   | 83                          | 78,158,747 €      | [ 社 26 ] |
| Ineo中央大区分部         | 区域总部 |          | 电力设施安装   | 563                         | 77,664,120 €      | [ 社 27 ] |
| 贝格工程                 | 总部     |          | 工程技术       | 96                          | 69,467,997 €      | [ 社 28 ] |
| 兰帕保洁                 | 总部     |          | 保洁           | 2,991                       | 51,562,961 €      | [ 社 29 ] |

除此之外，奥尔良附近市镇亦有大量大型企业分布，其中位于弗勒里莱索布赖境内的约翰迪尔法国工厂2019年营业额接近1.5亿欧元，是整个卢瓦雷省境内营业额最高的企业。

### 财政
2019年，奥尔良的财政收入总额为177,679,000欧元，财政支出总额为152,459,000欧元，当年的债务总额为105,292,000欧元。2020年，奥尔良共获得25,830,792欧元的国家财政补助，比上一年增加了0.01%。

### 居民收入
2017年，奥尔良的人均月收入总额为2,196欧元，其中高级职员为3,746欧元，低于法国平均水平（4,214欧元）；中级职员为2,229欧元，低于法国平均水平（2,353欧元）；普通职员为1,641欧元，亦低于法国平均水平（1,690欧元）。
2017年，奥尔良境内的青壮年（15至64岁）失业率为16.7%，当地51.2%的家庭拥有纳税资格，平均纳税3,677欧元，低于法国平均水平（3,888欧元）。

## 社会事务

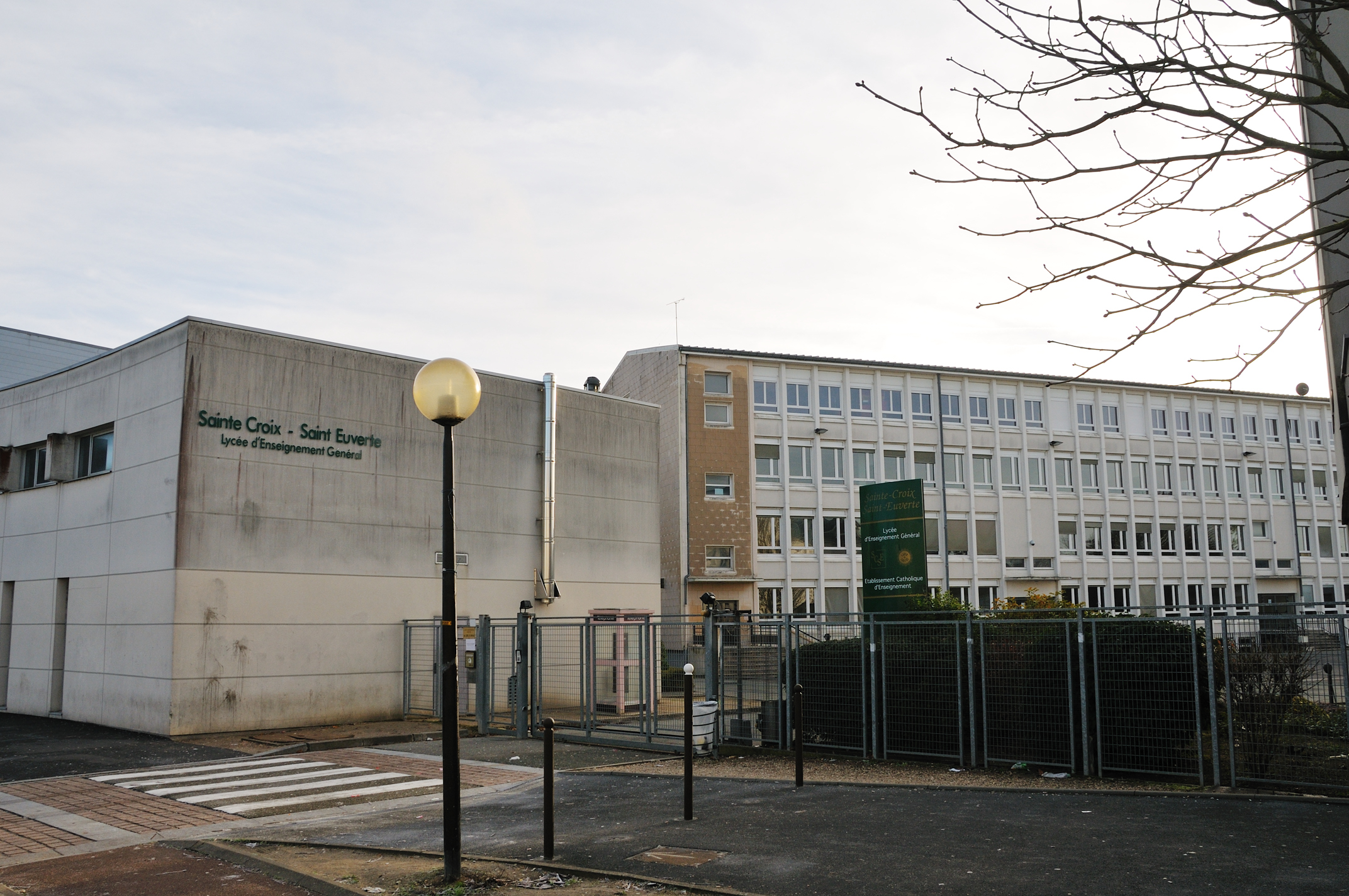
圣克鲁瓦-圣厄韦尔特高级中学

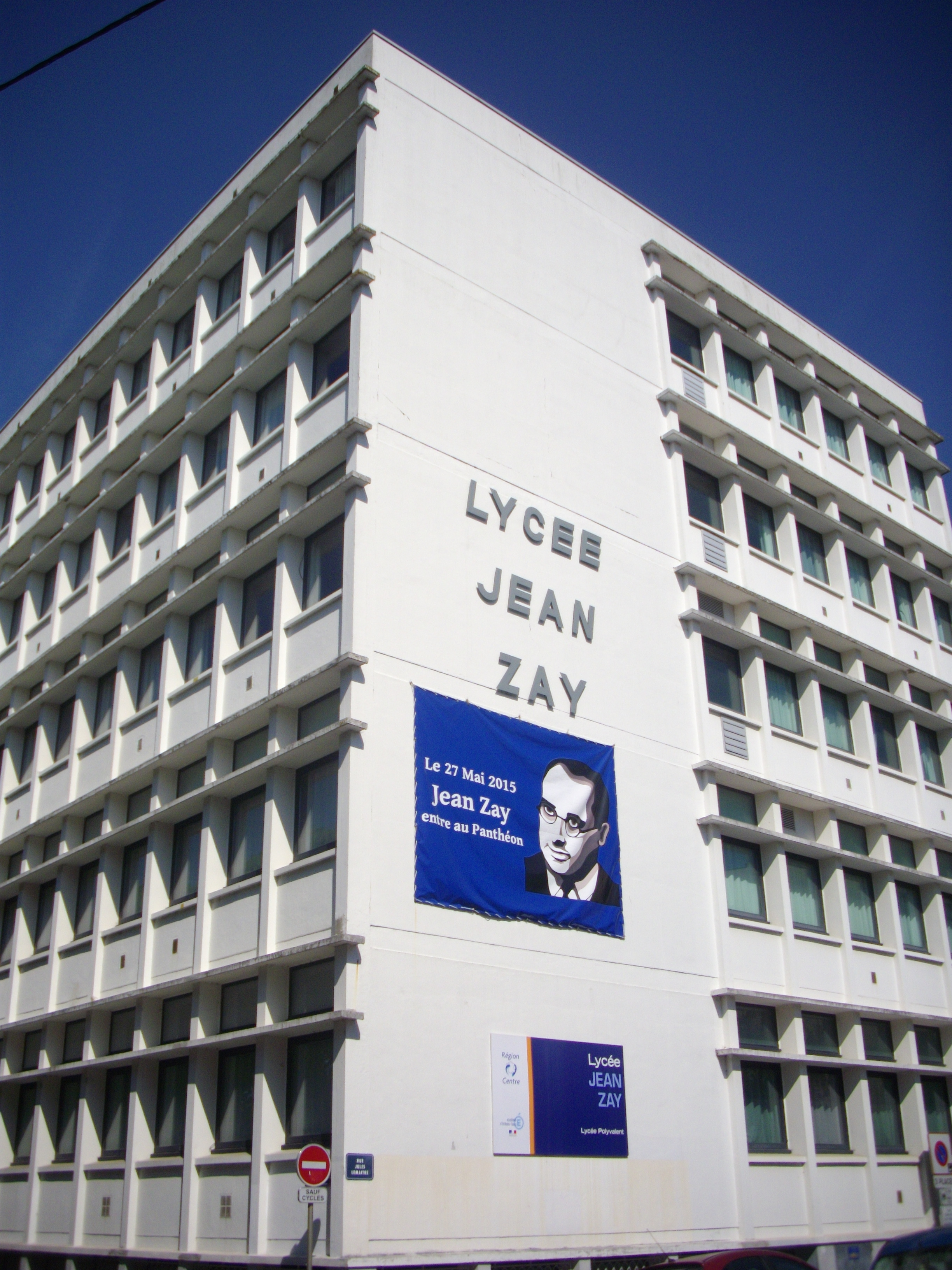
让·扎伊高级中学

### 教育
奥尔良是奥尔良-图尔学区的中心城市之一。截止2018年1月1日，奥尔良境内共有30所幼儿园、41所小学、13所初级中学、8所普通高中、2所农业高中和6所职业高中，奥尔良本杰明·富兰克林高级中学是当地规模最大的中等教育机构，开设有大学校预科班。2018至2019学年度，奥尔良境内共有在校中小学生16,011名。
在高等教育方面，奥尔良大学是法国的一所公立综合性大学，截至2021年4月，该校下辖4所二级学院、1所工程师学校、1所管理学院、1所技术学院和1所职业学院，另设有法语培训中心和多个实验室及研究机构。
| 奥尔良大学主要下设学院 | 奥尔良大学主要下设学院 | 奥尔良大学主要下设学院 | 奥尔良大学主要下设学院 | 奥尔良大学主要下设学院                                                                      |
| 中文名称               | 法语名称或缩写         | 类别                   | 成立年代               | 下设二级学院                                                                                |
| ---------------------- | ---------------------- | ---------------------- | ---------------------- | ------------------------------------------------------------------------------------------- |
| 奥尔良大学             |                        | 公立综合性大学         | 1306                   | - 文学和社科学院（LLSH） - 法律和经管学院（DEG） - 科技学院（Sciences） - 体育学院（STAPS） |
| 奥尔良大学综合理工学校 |                        | 工程师学校、大学校     | 2002                   | 7个专业                                                                                     |
| 奥尔良应用技术学院     |                        | 大学技术学院           | 1966                   | 6个专业                                                                                     |
| 奥尔良管理商学院       |                        | 商学院、管理学院       | 1966                   |                                                                                             |
| 奥尔良职业学院         |                        | 职业培训学校           | 1991                   |                                                                                             |

除此之外，奥尔良境内还有多所专门性的高等学府。
| 奥尔良主要专门性高等学府       | 奥尔良主要专门性高等学府 | 奥尔良主要专门性高等学府 | 奥尔良主要专门性高等学府 |
| 中文名称                       | 法语名称或缩写           | 类别                     | 成立年代                 |
| ------------------------------ | ------------------------ | ------------------------ | ------------------------ |
| 奥尔良高等艺术与绘画学校       |                          | 艺术学院                 | 1787                     |
| 奥尔良药科学院                 |                          | 医学院                   | 1907                     |
| 巴黎高等商业学院（奥尔良校区） |                          | 商学院                   | 2019                     |
| Excelia（奥尔良校区）          |                          | 商学院                   | 2020                     |
| Supinfo（奥尔良校区）          |                          | 计算机学院、私立         | 2020                     |

除此之外，生命与环境科学工业学院和法国公共工程学校亦计划于2021年在奥尔良境内开设分校。

### 医疗

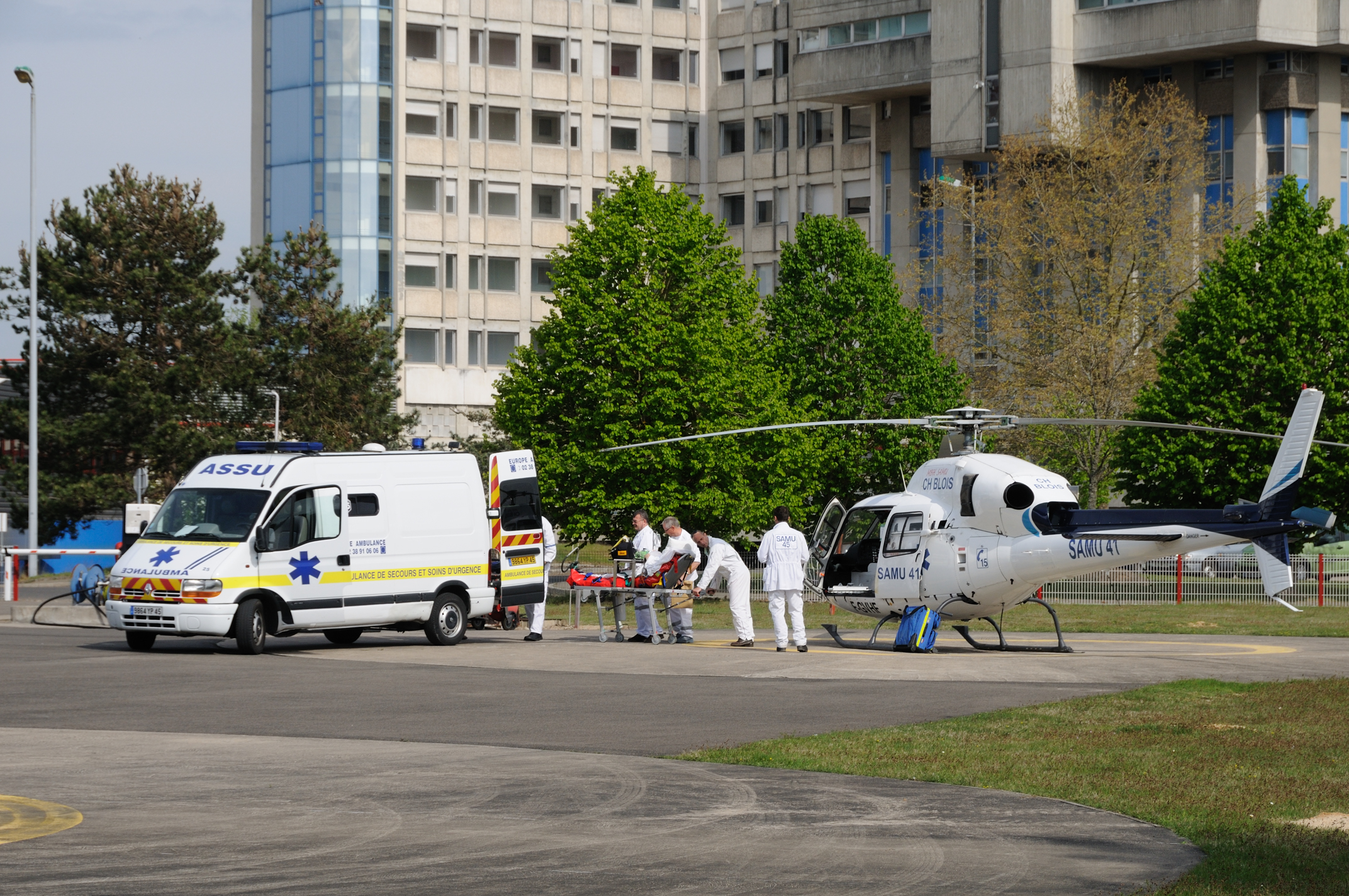
奥尔良大区中心医院前正在运输的伤员

截止2017年1月1日，奥尔良境内共有全科医生108名、保健师113名、牙医90名、护士64名、耳科医生7名、眼科医生12名、皮肤科医生13名、助产士13名、儿科医生8名和妇科医生17名。境内共有药房38家，养老院14家，残疾人帮扶中心18家。
奥尔良大区中心医院是法国的一个大区级公共医疗机构，也是法国仅有的两个大区级别的非教学医院（另一个位于梅斯），其下属的奥尔良新医院（又称河源医院）位于奥尔良市区南郊，设有床位1,752个，是当地规模最大的公立综合性医院，此外该机构还下属4个老年人康复中心和2所卫生培训学院。除奥尔良大区中心医院外，奥尔良附近还有两家私立综合性医院，分别为位于萨朗境内的“奥尔良健康中心”（Pôle santé Oréliance）和位于弗勒里莱索布赖境内的“多梅宗医院”（Hôpital Daumézon）。

### 住房

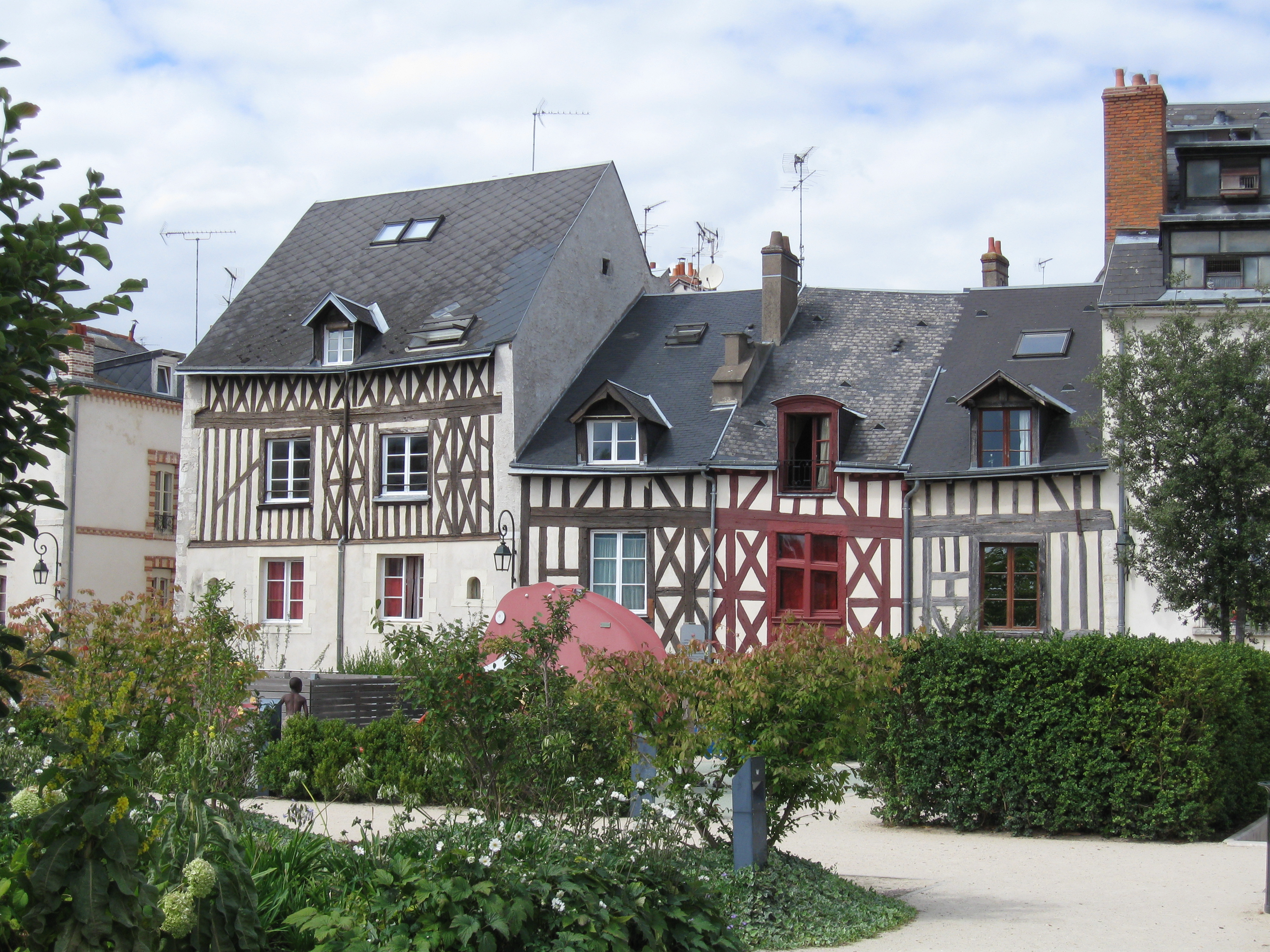
奥尔良市中心的传统居民房屋

2017年，奥尔良境内共有各类住房66,027套，其中22.5%为独立式居民区，散落分布于老城区周边；76.2%为集中式居民区，主要分布于老城区、阿戈讷街区、科利尼街区以及河源街区。奥尔良市镇范围内的房价中位数为每平方米2,018欧元，高于卢瓦雷省的房价中位数（1,596欧元），当地常住房屋占居民建筑总量的86.7%。
奥尔良都会区内22个市镇的住房管理事务由多个机构协调完成。奥尔良都会区的前身“奥尔良城市圈公共社区”已于2015年12月颁布了区域性住房纲领，为当地未来5年的住房建设提供了指导性意见。奥尔良都会区下设的“住房之家”（Maison de l'Habitat）则当地的低收入群体提供保障性住房。法国家庭保障系统则负责贯彻落实住房保障政策：2017年，奥尔良境内共有20,009户家庭获得了住房经济补助，受益人数占总人口数量的17.1%，其中19,534份为房租补助。2018年，奥尔良境内共有27.71%的房屋为满足《城市综合提升法案》的社会保障性住房，另有36幢集中式居民楼设有无障碍设施。

### 商业

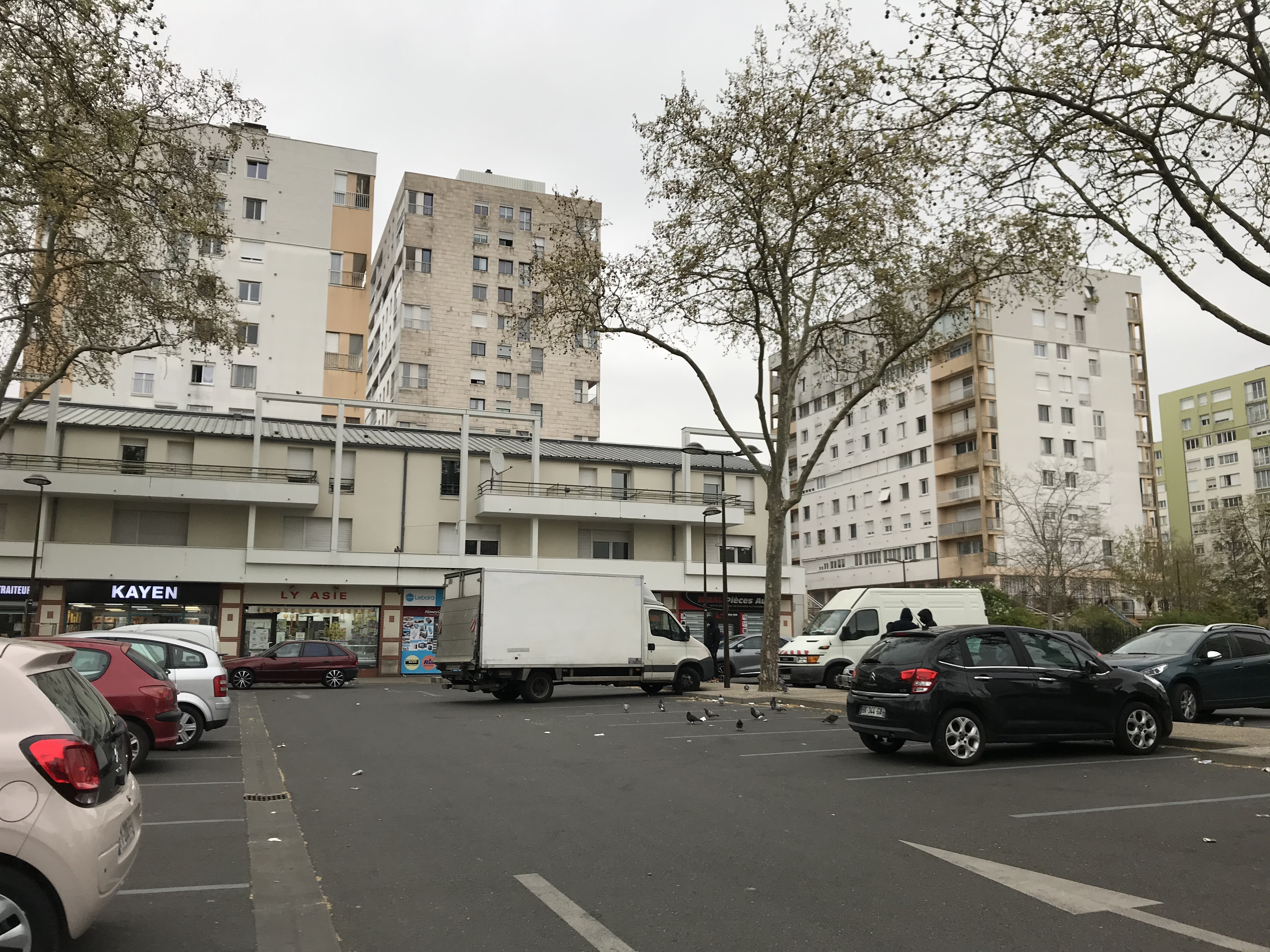
奥尔良河源街区的便民商铺

2019年，奥尔良境内共有各类实体商铺2,402家，其中餐厅398家、大型超市19家、杂货店59家、面包房59家、肉铺29家、书店29家、装饰品店8家、银行门店84家、美容美发店174家、汽车维修店58家。
奥尔良老城区的沙特莱大堂（Halles Châtelet）及贞德广场（Place d'Arc）是当地主要的室内商业购物中心，共和国街和皇家街两侧有大量沿街商铺，勃艮第街则集中了大量的餐厅和酒吧。奥尔良附近主要的开放式商业街区分布于周边市镇，包括位于圣让德拉吕埃勒境内的“三泉”商业中心（Trois Fontaines）、萨朗境内的“萨朗角”商业中心（Cap Saran）以及位于奥利韦境内的商业街区。2016年，宜家家居在奥尔良开设了第一家分店。

### 通讯
法国主要的媒体均可在奥尔良接收，法国电视三台下属的中央-卢瓦尔河谷大区频道在部分时段播出奥尔良所属区域的地方新闻。2007年，法国埃尔桑媒体集团创办奥尔良电视台，后因经营不善而于2011年解散。新的奥尔良电视台创建计划曾于2018年被提出，但未得到进一步的实施。
在无线广播方面，奥尔良校园广播和论坛广播是奥尔良的两个本土广播，而法兰西基督广播、Chérie FM、Nostalgie、NRJ、Vibration等均在奥尔良设有分站。
在纸质刊物方面，《中央共和报》创刊于1944年，是奥尔良的地方性报纸，在整个卢瓦雷省范围内发行。奥尔良市政府则定期发行《奥尔良杂志》（Orléans mag），刊登当地的市政及文化信息，免费向当地居民发放。
在现代通讯方面，截至2021年4月，奥尔良市镇范围内共有44处5G基站，包括13家布依格基站、12家Free mobile基站和19家SFR。奥尔良市政府及主要公共机构在Facebook、Twitter、Instagram、YouTube等社交网站开设有官方账号，并向公众发布各类信息。

### 环境

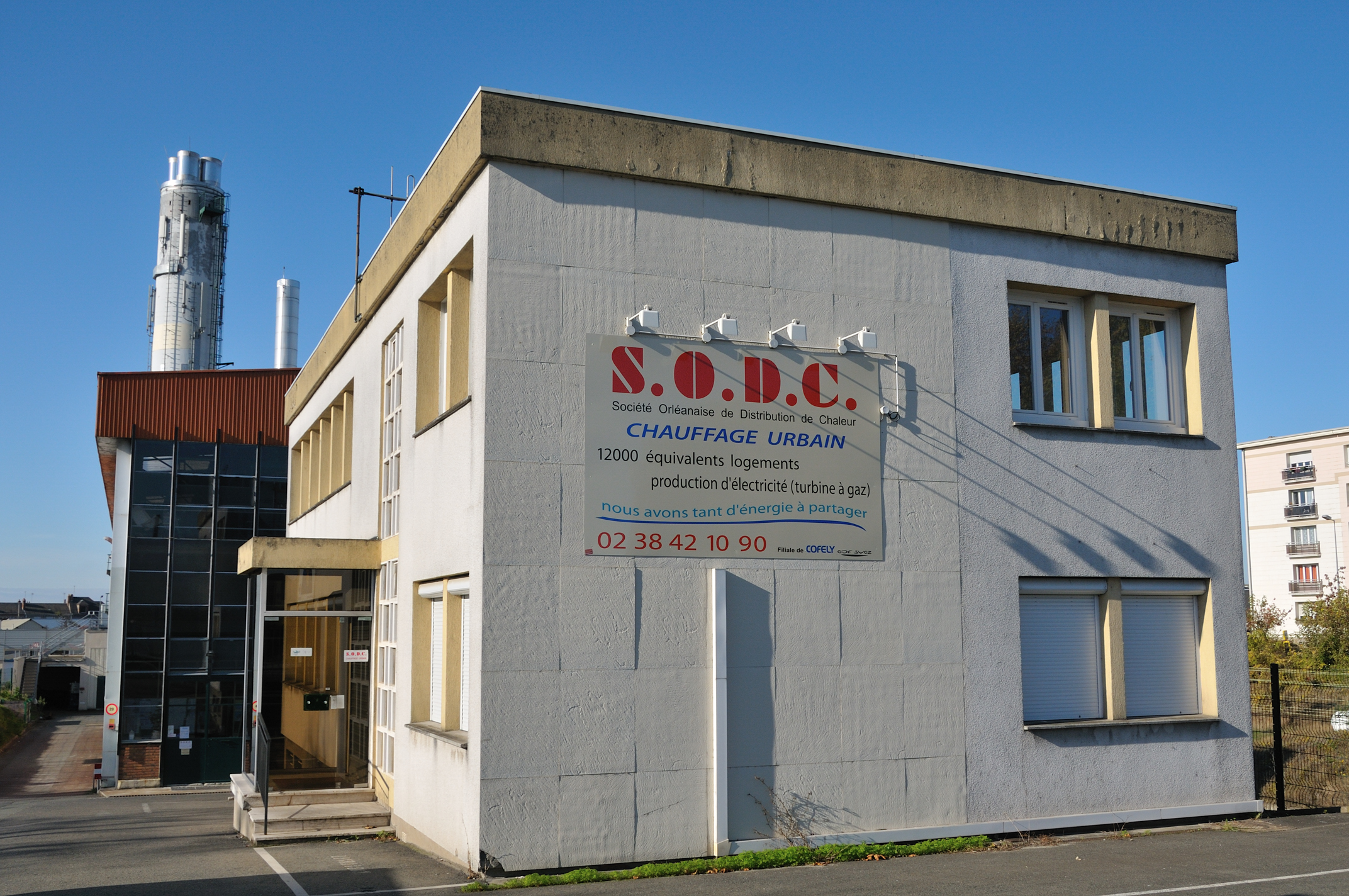
奥尔良城市供暖中心

奥尔良的环境事务由其所属的公共社区负责，奥尔良都会区每年将对其管辖范围内的环境状况及整改措施规划进行总结，并向公众发布。截至2021年4月，奥尔良都会区内共有6处生活垃圾处理中心和4处植物类垃圾收集处（Végé'tri），同时每周进行一至四次的沿街垃圾转运工作。奥尔良都会区内共有30处取水点和20处污水处理站，当地的生活及工业用水服务由多个机构协调运营，其中奥尔良市镇范围内的水供应商为苏伊士环境集团，其合同期限为2023年12月31日。除此之外，奥尔良都会区内还有2,100个独立污水处理装置，为当地的非集中式居民区房屋进行污水降解和处理。
2018年，奥尔良境内共有4家污染企业：法国电力与燃气卢瓦雷分公司、Lab'O、Pomona和Sifa Technologies，烃是当地主要的污染源。奥尔良境内设有一处大气环境监测点，2015年测得的一氧化碳浓度平均值为293µg/m³、二氧化氮浓度平均值为23.5µg/m³、臭氧浓度平均值为57µg/m³、二氧化硫浓度平均值为1µg/m³、可吸入颗粒物浓度平均值为18.5µg/m³。奥尔良境内另设有一处水环境监测点，该地2015年测得的水体坤化物浓度为3µg/L、汞化物浓度为0.5µg/L、硝酸盐浓度为18.6mg/L。

### 治安

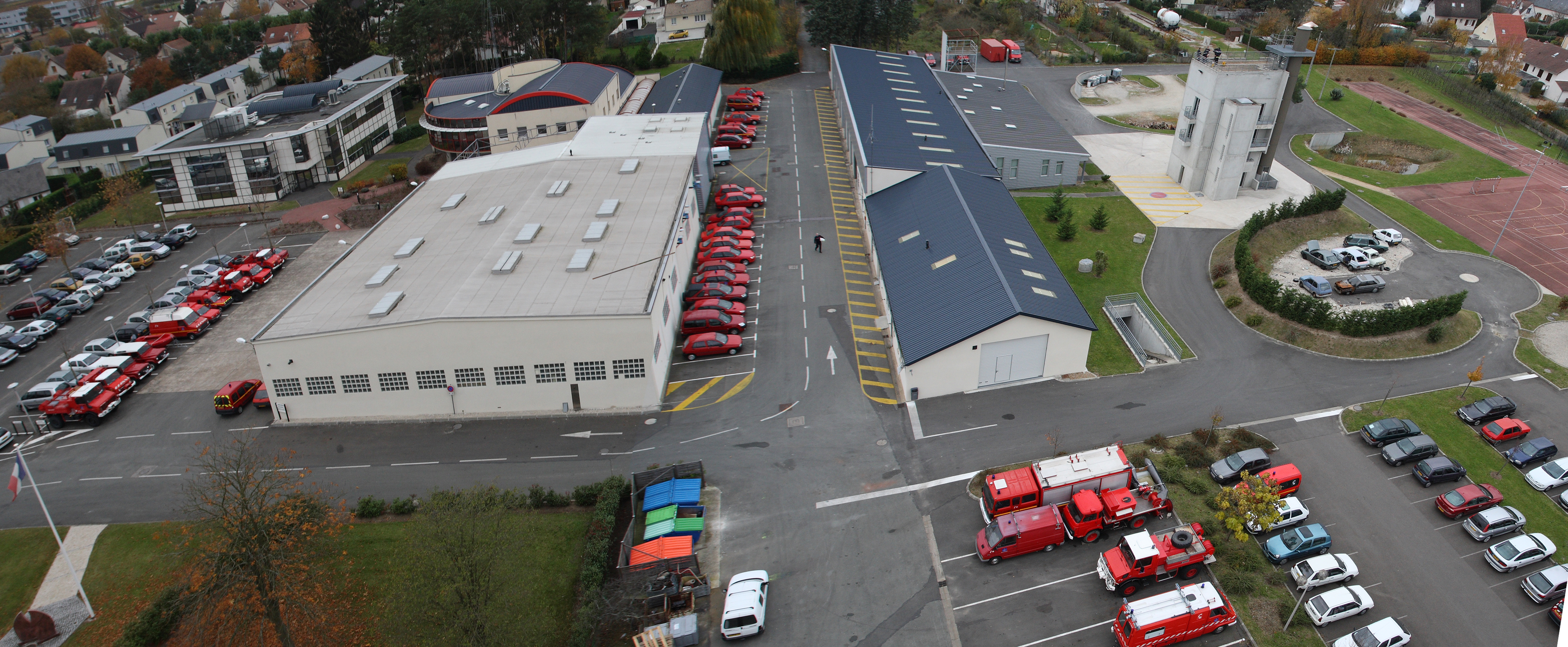
位于奥尔良的卢瓦雷省消防总站

奥尔良市区内共有3个派出所。距离奥尔良最近的国家宪兵队位于圣西尔昂瓦勒境内。卢瓦雷省消防总站（SDIS du Loiret）指挥中心位于奥尔良市区东北部的瑟穆瓦境内，后者配合安监、医疗等部门负责整个奥尔良市镇范围内的消防救援任务。
2014年，奥尔良及附近地区共发生各类案件14,768起，其中盗窃类案件8,407起，经济类案件1,812起，毒品交易类案件820起。

## 文化
2019年，奥尔良境内共有4家剧场、2家电影院、3家博物馆和1家音乐厅。奥尔良市政府提供多媒体中心，向公众全年开放。

### 城市形态

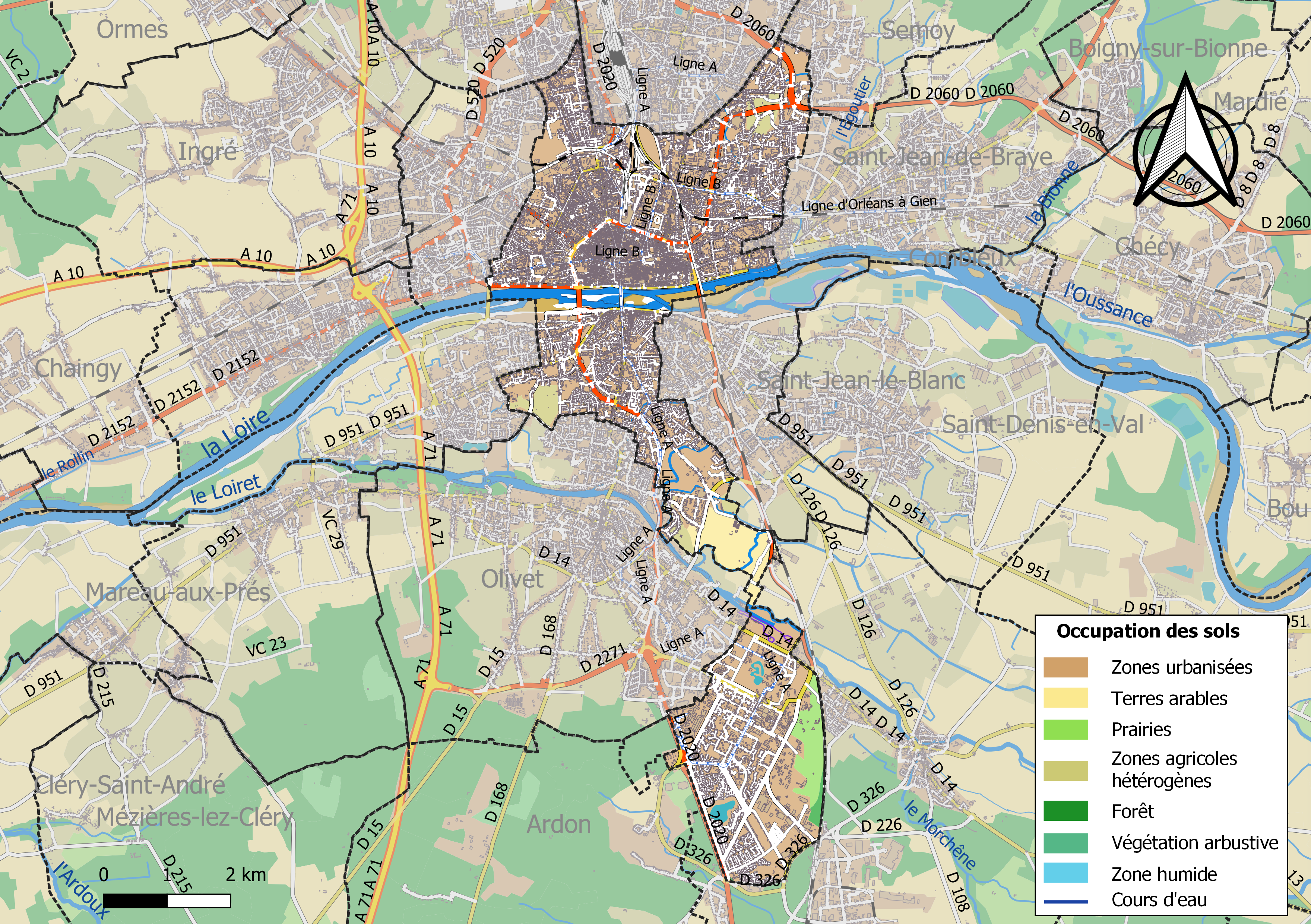
奥尔良土地利用情况地图

按照现代城市发展形态，奥尔良可分为三个大型区域：以大教堂为核心的卢瓦尔河右岸区域为奥尔良历史街区，自高卢时期就已形成聚落，该区域历史上曾围绕有城墙，法国大革命后，城墙被拆除，原址上新教了环城大街，其城池轮廓在地图上可明显分辨；历史街区周边地带则为城郊区（Faubourg），包括勃艮第、圣樊尚、圣让、巴尼耶等，这些街区多形成于中世纪末期以后，工业革命以后人口快速增加并实现城市化，现代则普遍为居民区，而与城郊区接壤的大部分市镇也基本实现了无缝连接，包括圣让勒布朗、圣让德布赖、圣让德拉吕埃勒、弗勒里莱索布赖等；奥尔良最南端的“河源新区”则始建于20世纪50年代以后，由于其距离奥尔良传统街区较远（约10公里），地缘上也仅有一小段与原有的奥尔良市镇范围接壤，故该区域通常被看作奥尔良的一块“飞地”。
与同类型城市相比，奥尔良的城市发展轴线与其自然历史轴线（卢瓦尔河）正好相反：现代奥尔良是一座典型的南北走向的城市，其南北两端的距离（约16公里）远大于东西两端（约5公里），当地的过境高速公路、过境铁路、2条快速公路（D2020线和加斯东·加卢大街）、首条公交线路（1路）和首条有轨电车线路（A线）均呈南北走向。根据奥尔良大学地理系教授贝尔特朗·萨雅洛利（Bertrand Sajaloli）的观点，奥尔良城市形态的形成与其和首都巴黎的相对地理位置有关：巴黎位于奥尔良的正北方向，因此由巴黎出发的放射状交通线很难以与卢瓦尔河平行的形式经过奥尔良；除此之外，卢瓦尔河在带来航运的同时，也为两岸的交流带来了阻碍，而沿卢瓦尔河修建就需要修建更多的桥梁，意味着城市建设成本的上升，故历代奥尔良执政者均更偏向于南北两侧的发展，这一点与中央大区的另一座中心城市——图尔有很多相似之处。

### 建筑
奥尔良境内有多处历史建筑，其中位于奥尔良老城中心的奥尔良主教座堂（又称“圣十字大教堂”）主塔楼高114米，是当地的标志性建筑，已于1862年被列入法国国家文物保护单位。除此之外，奥尔良所在的卢瓦尔河谷已于2000年被列入世界文化遗产名录。

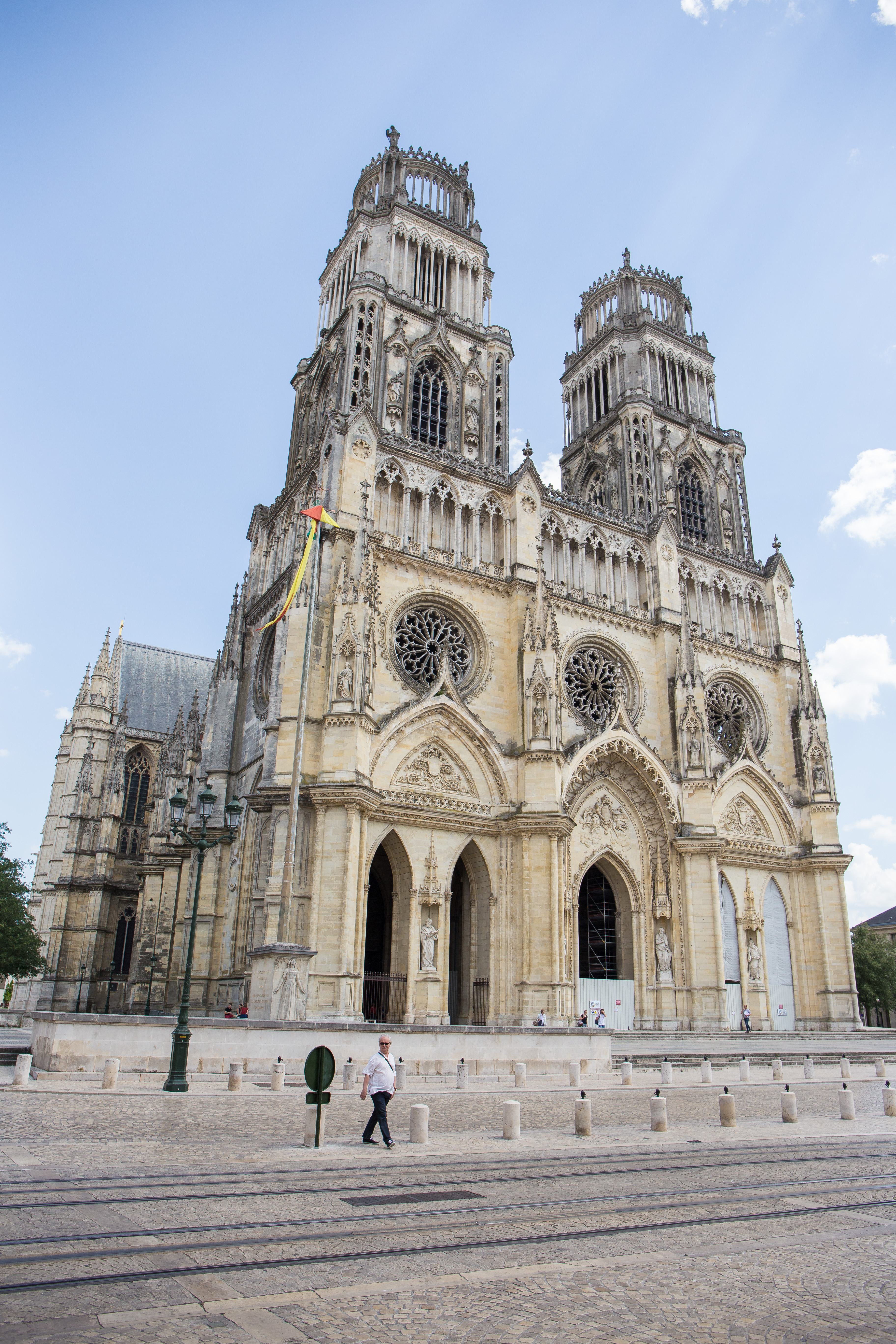
圣十字主教座堂
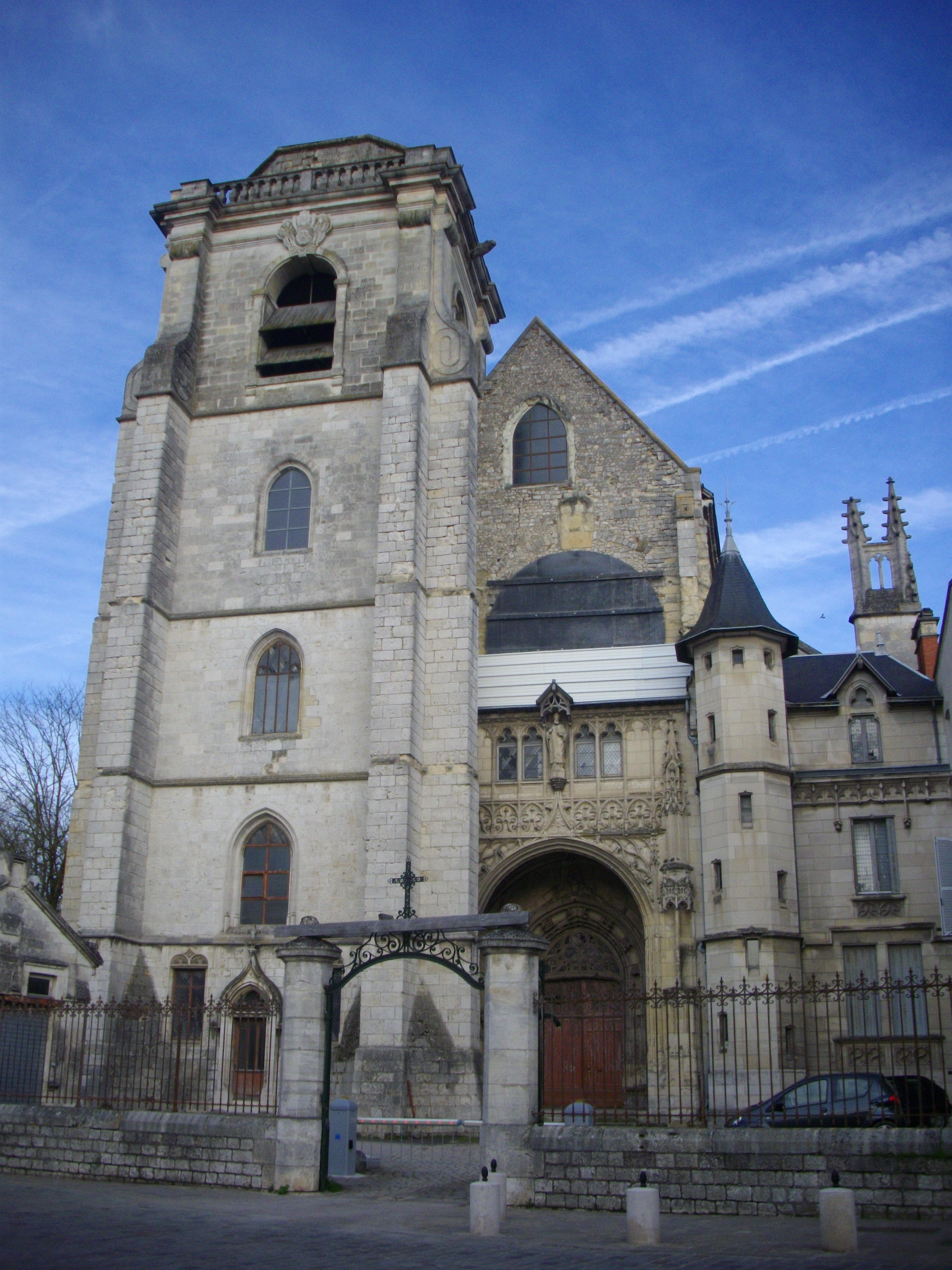
圣厄韦尔特教堂（法语：Église Saint-Euverte d'Orléans）
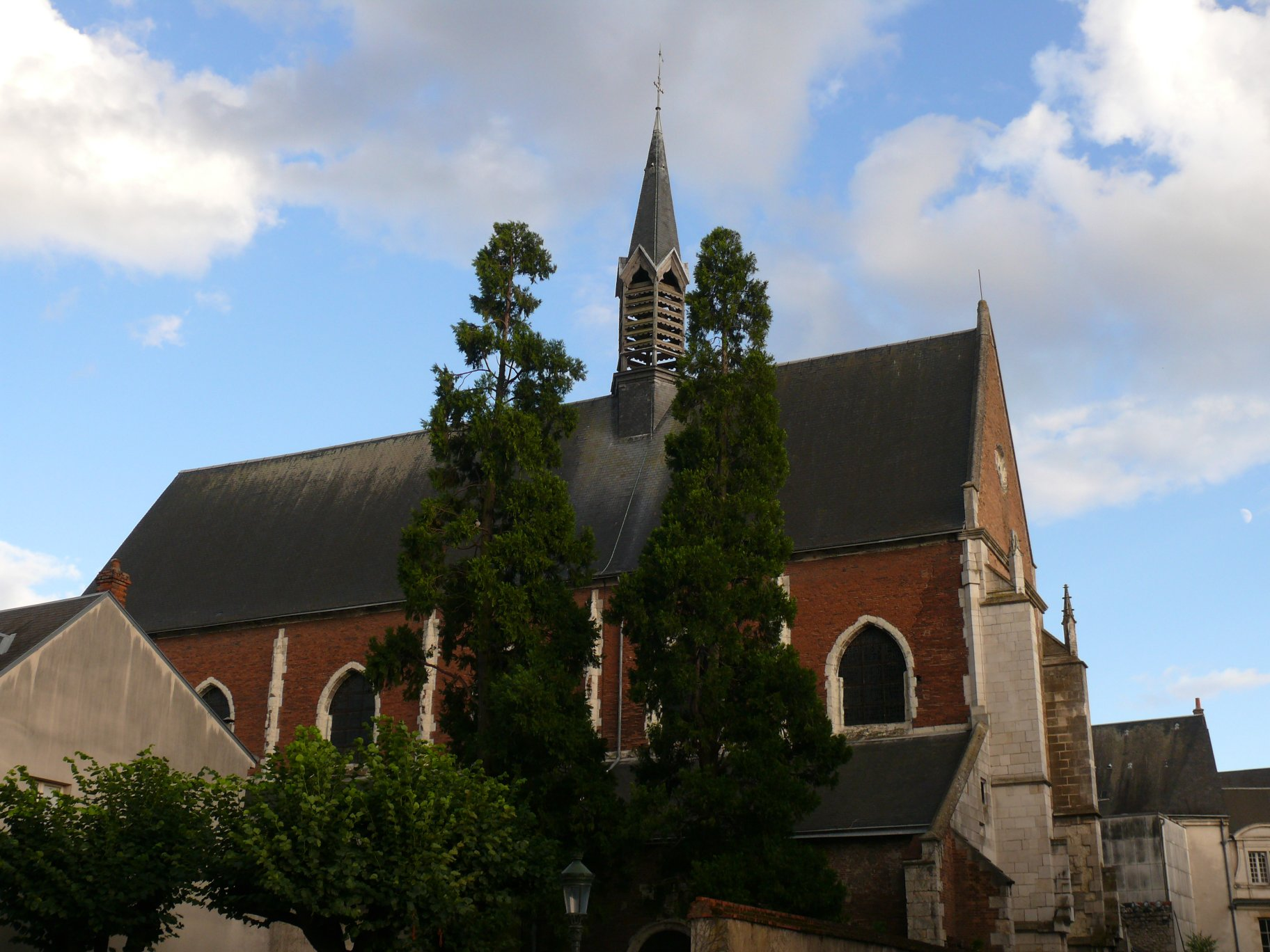
殉难者圣伯多禄教堂
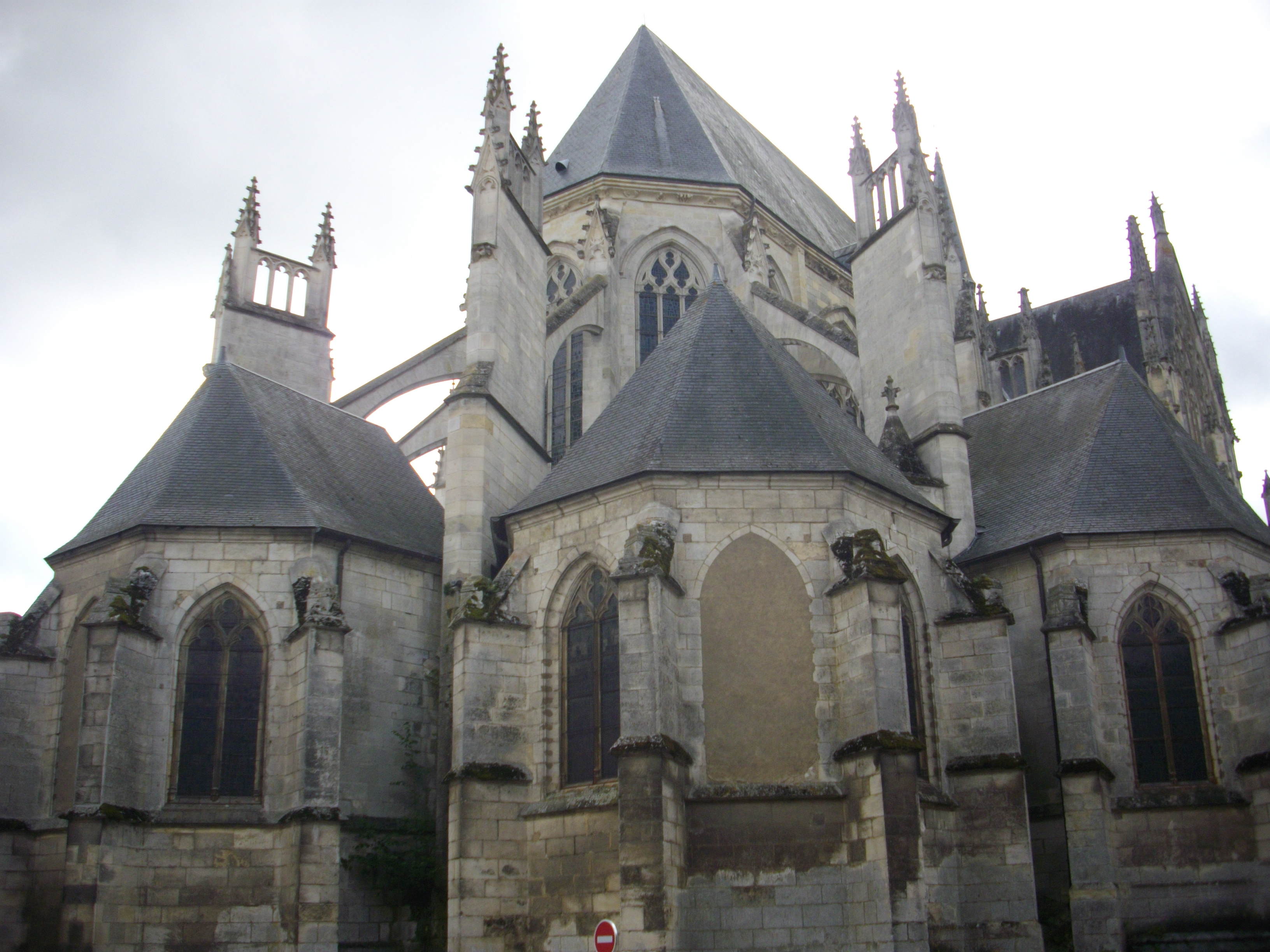
圣爱年堂
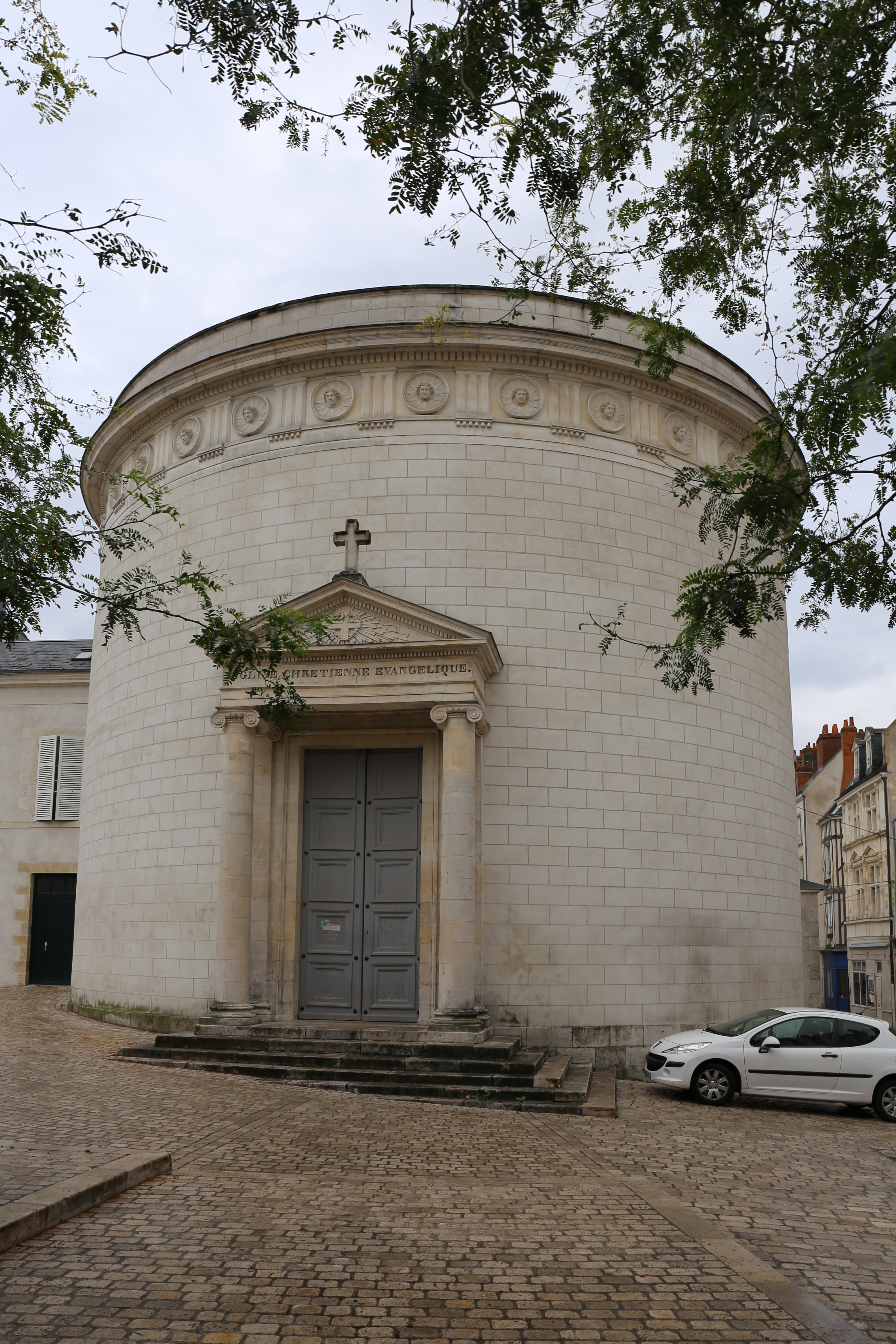
新教教堂
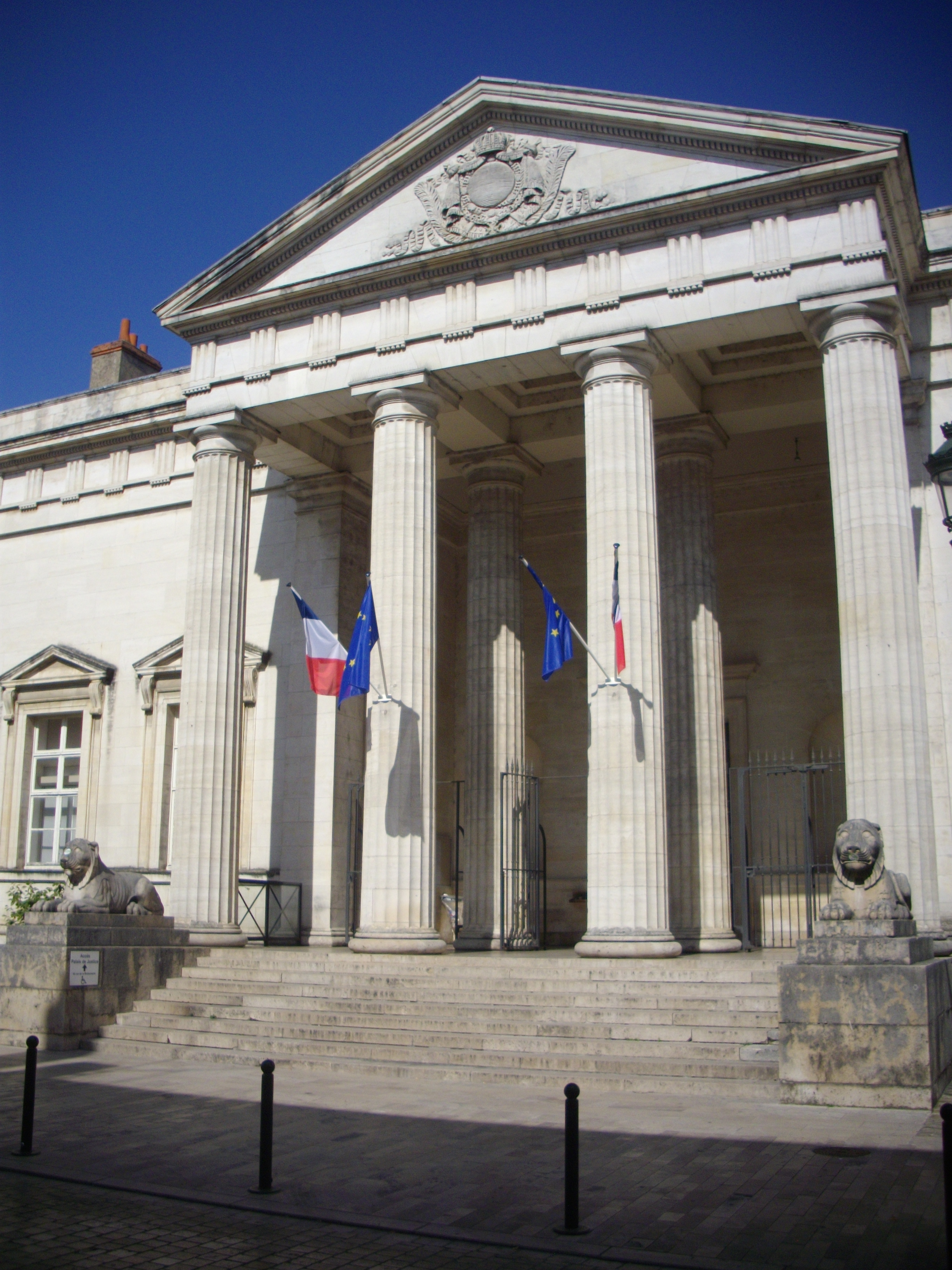
审判法院
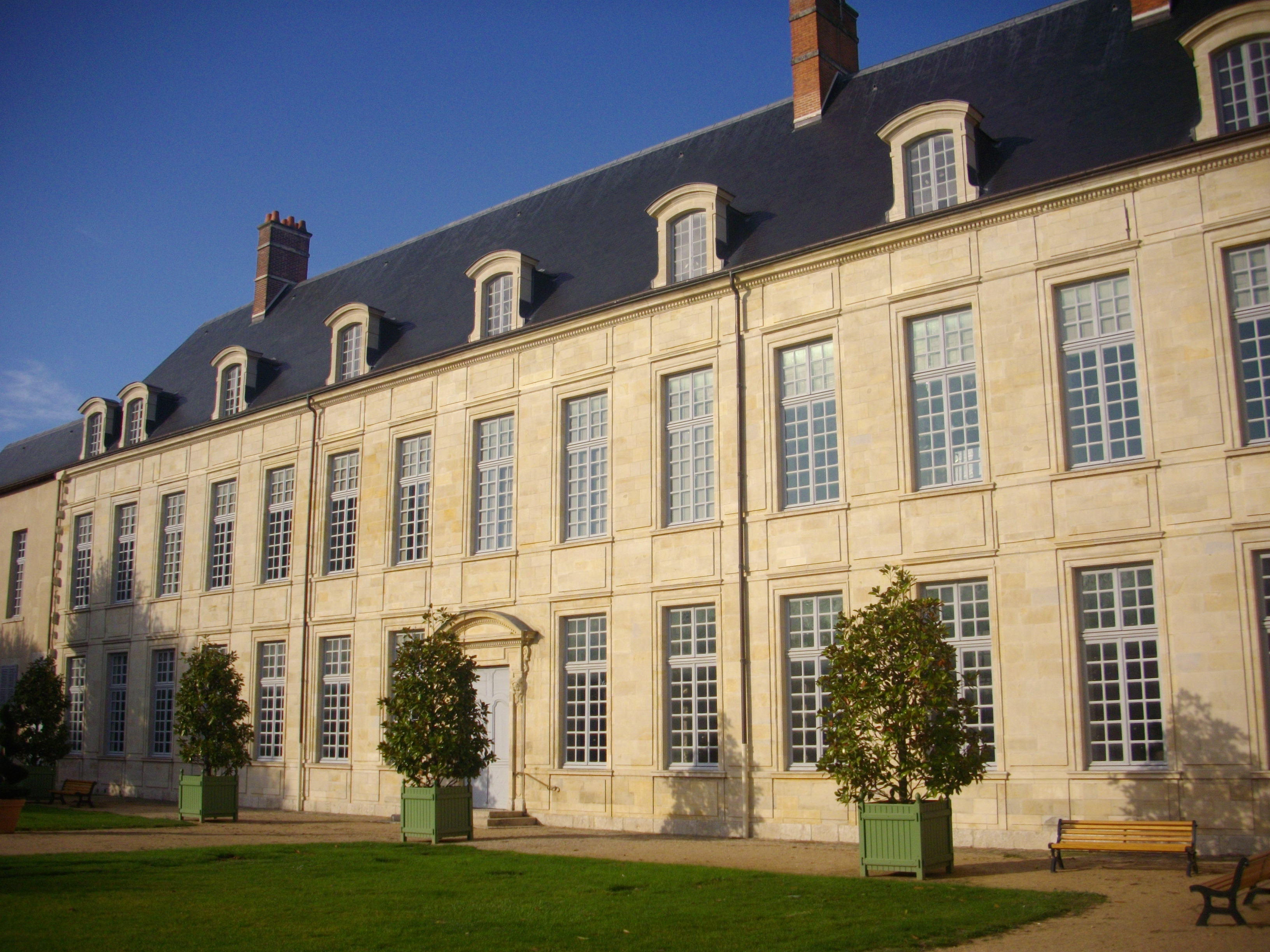
主教宫
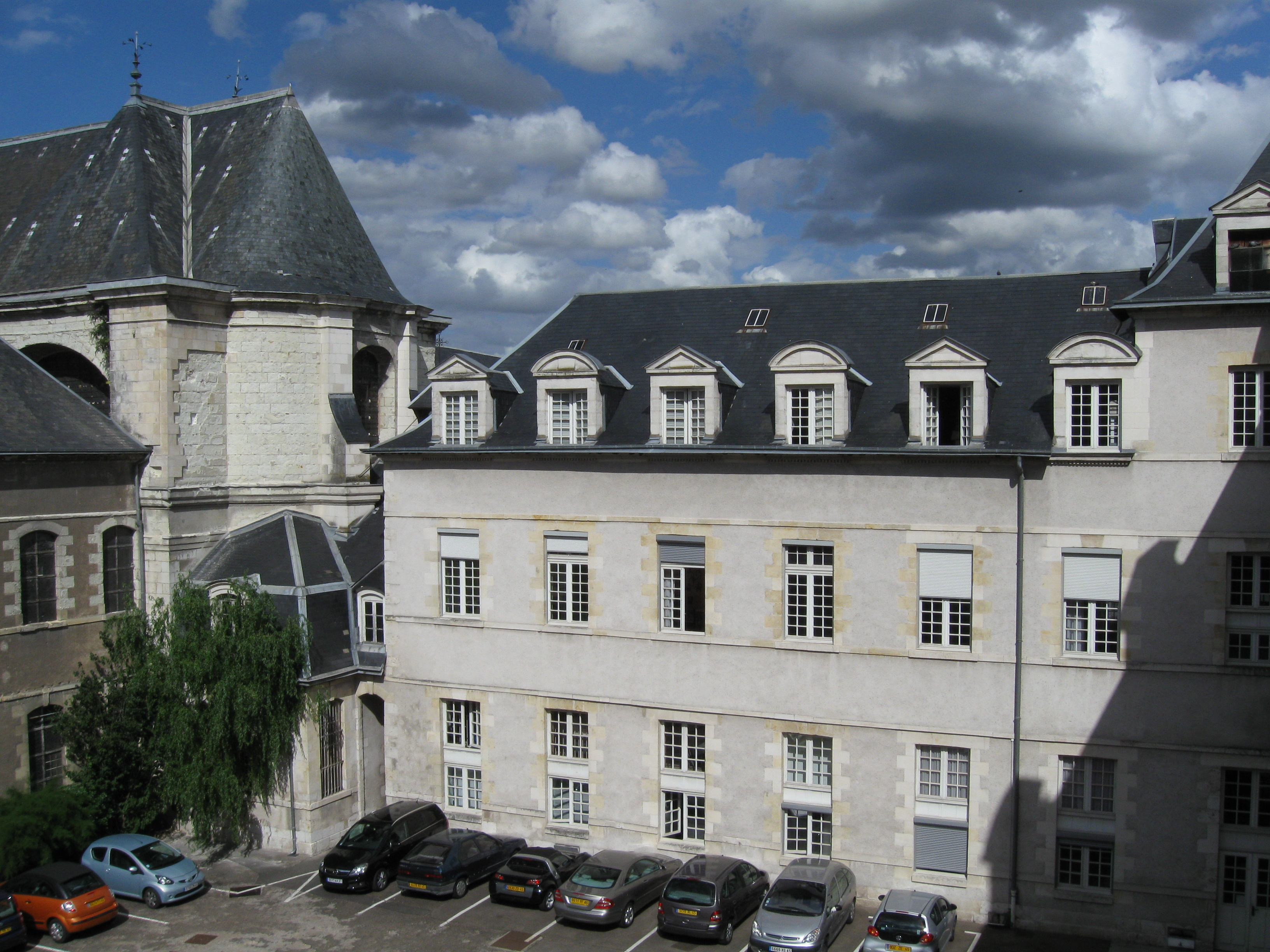
玛德莲门修道院

### 宗教

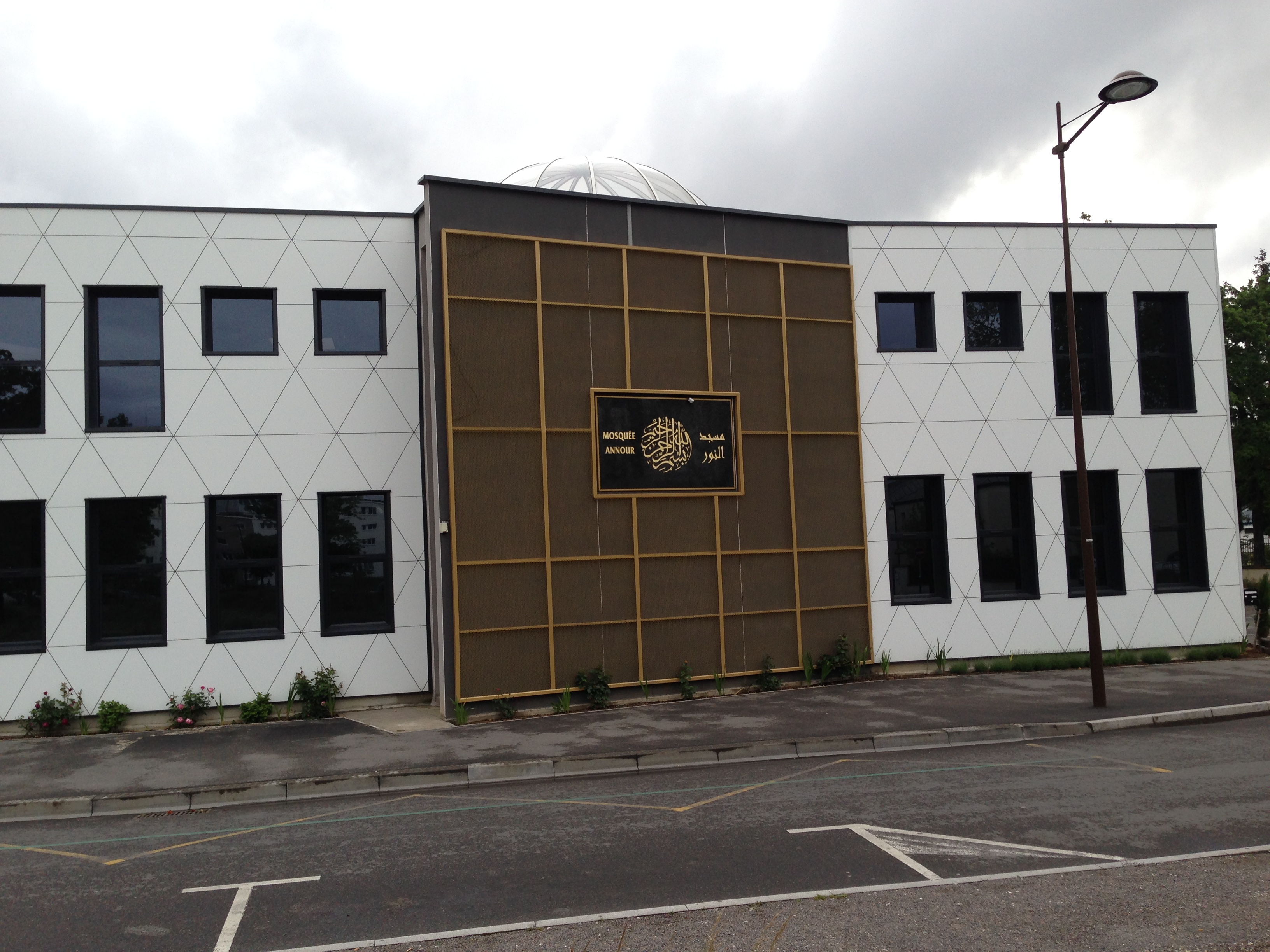
奥尔良大清真寺

奥尔良是同名天主教教区的首府，该教区包含了18个总铎区和294个堂区，现任主教为雅各·布拉卡尔，自2010年起担任。截至2021年4月，奥尔良市区内共有7处祷告室。除正统天主教之外，奥尔良境内还有一处新教教堂、一处安托万教教堂和一处正教教堂。
奥尔良也是法国中部一个重要的伊斯兰活动中心，当地的穆斯林社团主要集中于市区东部的阿戈讷街区和市区南部的河源街区。截至2021年4月，奥尔良市镇范围内共有5处清真寺，其中位于奥尔良河源街区的奥尔良大清真寺（Mosquée Annour d'Orléans）建成于2014年，是当地规模最大的伊斯兰宗教建筑，可同时容纳超过1,500名穆斯林进行祷告。
奥尔良另有一处犹太教堂和一处佛教文化中心。

### 旅游
奥尔良是法国中部的一个重要旅游城市，因其境内的多处历史建筑以及周边的卢瓦尔河谷城堡群而闻名，当地的旅游事务由多个级别的行政机构协调管理，奥尔良旅游局在市中心设有一处游客问询中心，并为游客设计了多种不同类型的游览线路。
2018年，奥尔良境内共有23家酒店共计1,084间房间，其中4家四星级酒店、11家三星级酒店、5家二星级酒店和3家无星级酒店。奥尔良附近的圣让德拉吕埃勒、奥利韦和圣西尔昂瓦勒境内设有野营车停车场。

### 饮食
奥尔良历史上为法国重要的农产品贸易中心之一，其西北部的博斯平原为广阔的经济类农作物种植区，南部的索洛涅森林则有少量畜牧业。奥尔良的常见食物与法国大部分区域较为接近，具有代表性的地方食材包括奥尔良小黄瓜酱、奥尔良香醋、奥尔良芥末等。奥尔良市区的传统餐厅主要集中于老城区的勃艮第街附近；自20世纪末以来，奥尔良也出现大批快餐及外来餐厅，当地的首家肯德基餐厅自2013年11月起开门营业。
奥尔良也是同名葡萄酒的主产地，属于法国卢瓦尔河谷葡萄酒产区，其种植园分布于奥尔良及周边的多个市镇。以“奥尔良”命名的葡萄酒自2006年11月起被列入《原产地命名控制》。

### 体育

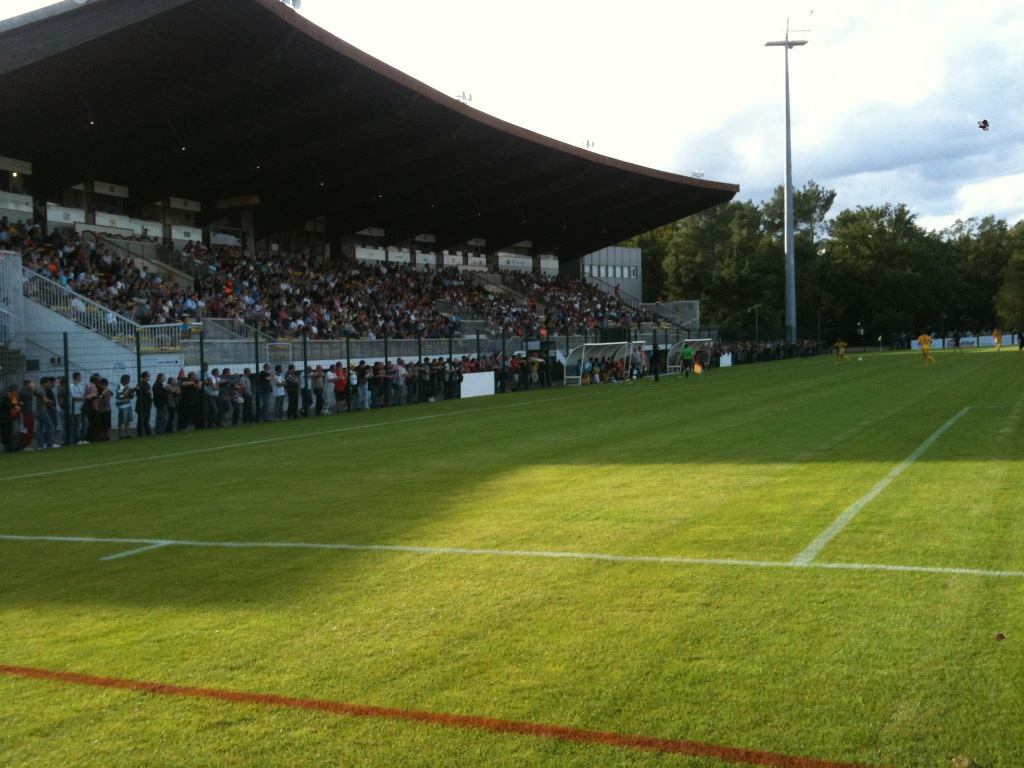
河源体育场

2017年，奥尔良境内共有3家游泳池、24间健身房、2座综合体育场、35处网球场、11处足球或橄榄球场以及13处篮球或排球场。当地的体育设施及相关事务由奥尔良都会区负责。截至2021年4月，奥尔良都会区内共有各类注册体育联盟177家，包含了篮球、足球、网球、排球、柔道、健身、瑜伽等数十个体育项目。
奥尔良柔道俱乐部成立于1978年，曾五次获得欧洲柔道杯的冠军。奥尔良卢瓦雷篮球俱乐部是当地的一支职业篮球俱乐部，成立于2003年，于2010年获得当年法国篮球杯冠军，该俱乐部亦向公众开设篮球训练课程。
在足球方面，截至2021年4月，奥尔良境内共有11家注册足球俱乐部。其中奥尔良足球俱乐部是当地的一支职业足球俱乐部，曾获得1980年法国杯亚军，2020至2021赛季参加法国全国联赛（法丙），其主场河源球场位于市区南部，可同时容纳超过3,000名观众，是奥尔良境内规模最大的体育设施。此外当地还有一支五人制足球俱乐部。

### 地方节日
奥尔良有多个地方性文化节日，其中奥尔良贞德节是奥尔良的代表性地方文化项目，为纪念英法百年战争期间指导并实现奥尔良之围的圣女贞德而创建，每年5月初在奥尔良大教堂附近举办，自2018年起被法国文化部列入非物质文化遗产候选名录。自2003年起，奥尔良政府创建卢瓦尔河狂欢节，表演者来自卢瓦尔河流域各地，该节日每两年秋季举办一次，其中2017年的卢瓦尔河狂欢节共接待游客数量超过70万。除此之外，奥尔良当地的主要文化活动还有奥尔良马戏节、Archilab、奥尔良电子音乐节以及圣诞集市等。

## 相关人物
作为“奥尔良”这一名称的来源，神圣罗马帝国皇帝奥勒良通常被认为是奥尔良的城市创立者。而中世纪的奥尔良则因英法百年战争期间的法兰西民族英雄人物圣女贞德而闻名，奥尔良市中心建有其雕塑，当地多个市政设施以其命名，每年春季还举办“贞德节”文化活动。
除此之外，出生于奥尔良的主要人物包括法国文学家艾蒂安·多雷、作家夏尔·佩吉、数学家雅克·阿洛姆、物理学家阿尔弗雷德·科尔尼、汉学家儒莲、政治家让·扎伊、足球运动员弗洛里安·托萬和现代歌手Ridsa以及Vegedream等。

## 对外交流
截至2021年4月，奥尔良共与13座城市互为友好城市关系，其中12座位于法国以外，另有一个国家在奥尔良设有领事馆。

### 国际友好城市
| - 美国 新奥尔良 - 中国 扬州 - 英国 邓迪 - 義大利 特雷维索 - 德国 明斯特 - 挪威 克里斯蒂安桑 | - 美国 堪萨斯州威奇托 - 西班牙 塔拉戈纳 - 帕拉庫 - 日本 宇都宫市 - 羅馬尼亞 卢戈日 - 波蘭 克拉科夫 |

### 国内友好城市
- 奥尔良的法国国内友好城市为位于康塔尔省的圣弗卢尔，两地自1986年起建立友好城市关系，在经济和文化方面有着较为广泛的交流[文 42]。

### 领事馆
- 摩洛哥驻奥尔良领事馆

### 文献网站
- ORLÉANS MÉTROPOLE (编).  [奥尔良都会区提供的在线地图]. orleans.plan-interactif.com.   [2021-04-18]. （原始内容存档于2021-07-02） （法语）.
- IGN. Institut Geographique National , 编.  [2219 ET: 奥尔良/奥尔良森林地区详细地图]. 2009. ISBN 978-2758510161 （法语）.
- Jacques Debal. . X-Nova  (编).  [奥尔良：一座城，一段历史：从起源至十六世纪末]. 1998: 197. ISBN 978-2-912924-00-1 （法语）.
- Jacques Debal. . Horvath  (编).  [奥尔良地方史：十七、十八和十九世纪]. Roanne. 1982: 364p. ISBN 2-7171-0247-7 （法语）.
- INSEE.  [法国国家经济统计局关于奥尔良的统计索引]. insee.fr.   [2021-04-16]. （原始内容存档于2020-12-10） （法语）.
- INSEE.  [法国国家经济统计局关于奥尔良的详细数据统计]. insee.fr.   [2021-04-16]. （原始内容存档于2021-08-12） （法语）.
- ORLÉANS MÉTROPOLE (编).  [奥尔良地方发展规划总方案]. orleans-metropole.fr.   [2021-04-17]. （原始内容存档于2021-07-02） （法语）.

### 分类资料
历史类
1. ↑  Jacques Soyer. . Bibliothèque de l'École des chartes. 1912 （法语）.
2. ↑  Abbé André Nouel. Bulletin de la Société préhistorique de France , 编. . nos 7-8. 1949: 295-297 （法语）.
3. ↑  Jacques Debal. . Galliµ civitates. Lyon: Presses universitaires de Lyon. 1996: 152p. ISBN 978-2-7297-0554-1 （法语）.
4. ↑  Jacques Debal. . Orléans: Société archéologique et historique de l'Orléanais. 1975  [2021-04-14]. （原始内容存档于2021-07-02） （法语）.
5. ↑  Godefroid Kurth. . Biographie. Paris: Tallandier. 2005: 625p. ISBN 2-84734-215-X （法语）.
6. ↑  Adolphe-Charles Peltier. . . Paris: Jacques-Paul Migne. 1847: 664p （法语）.
7. ↑  Didier Feuer et Jean d'Hendecourt. Pygmalion , 编. . Paris. 2006: 469p. ISBN 978-2-7564-0030-3 （法语）.
8. ↑  François Menant; Hervé Martin; Bernard Merdrignac; Monique Chauvin. . Bouquins. Paris: Robert Laffont. 1999: 1220p. ISBN 2-221-05687-6 （法语）.
9. ↑  Collectif. . Orléans: Société des amis des musées d'Orléans. 1993: 221p. ISBN 2-9503926-3-6 （法语）.
10. ↑  Bonneton (编). . 1998 （法语）.
11. ↑  Philippe Contamine; Olivier Bouzy; Xavier Hélary. Robert Laffont , 编. . Bouquins. Paris. 2012: 1214. ISBN 978-2-221-10929-8 （法语）.
12. ↑  Olivier Bouzy. Fayard , 编. . Paris. 2013: 317p. ISBN 978-2-213-67205-2 （法语）.
13. ↑  Pierre Miquel. Club France Loisirs , 编. . Paris. 1980. ISBN 2-7242-0785-8 （法语）.
14. ↑  larep.fr (编). . larep.fr. 2014-08-25  [2021-04-15]. （原始内容存档于2021-07-02） （法语）.
15. ↑  Jean-Marie Berland. . Horvath  (编). . Histoire des Villes de France. Roanne. 1984: 293–318. ISBN 2-7171-0276-0 （法语）.
16. ↑  Rodolphe De Koninck. . . Paris: Hérodote. 2006: 19-41. ISBN 2707149519 （法语）.
17. ↑  Jean-Rodolphe Peronnet. . Paris: Presses de l'école nationale des Ponts et Chaussées (ENPC). 1987: 340p. ISBN 978-2-85978-103-3 （法语）.
18. ↑  Léonce Rousset. . Paris: Librairie illustrée. 1898 （法语）.
19. ↑  Muguette Rigaud; Gérard Boutet). Horvath , 编. . Vie quotidienne autrefois. Saint-Etienne. 1991: 191p （法语）.
20. ↑  musee-chevau.org (编). . musee-chevau.org.   [2021-04-15]. （原始内容存档于2021-07-02） （法语）.
21. ↑  archives.orleans-metropole.fr (编). . archives.orleans-metropole.fr.   [2021-04-15]. （原始内容存档于2021-05-12） （法语）.
22. ↑  morgann.moussier.free.fr (编). . morgann.moussier.free.fr.   [2021-04-15]. （原始内容存档于2021-06-21） （法语）.
23. ↑  France Bleu (编). . francebleu.fr. 2017-11-30  [2020-03-27]. （原始内容存档于2021-07-02） （法语）.
24. ↑  larep.fr (编). . larep.fr. 2018-11-20  [2021-04-17]. （原始内容存档于2021-07-02） （法语）.
25. ↑  francebleu.fr (编). . francebleu.fr. 2018-12-04  [2021-04-17]. （原始内容存档于2021-07-02） （法语）.
26. ↑  citoyen-orleans-metropole.fr (编). . citoyen-orleans-metropole.fr.   [2020-03-27]. （原始内容存档于2021-03-07） （法语）.

地理类
1. ↑  insee.fr. . insee.fr.   [2021-04-17]. （原始内容存档于2021-07-02） （法语）.
2. ↑  vivre-orleans.fr. . vivre-orleans.fr.   [2021-04-18]. （原始内容存档于2021-06-21） （法语）.
3. ↑  Géoportail. . geoportail.gouv.fr.   [2021-04-19]. （原始内容存档于2021-06-21） （法语）.
4. ↑  Géoportail. . geoportail.gouv.fr.   [2021-04-19]. （原始内容存档于2021-06-21） （法语）.
5. ↑  Charles N. Omniscience - BRGM Editions , 编. . 2015: 256p. ISBN 978-2-916097-63-3 （法语）.
6. ↑  ORLÉANS MÉTROPOLE. . orleans-metropole.fr.   [2021-04-18]. （原始内容存档于2021-07-02） （法语）.
7. ↑  Géoportail. . geoportail.gouv.fr.   [2021-04-18]. （原始内容存档于2021-06-21） （法语）.
8. ↑  parcfloraldelasource.com. . parcfloraldelasource.com.   [2021-04-18]. （原始内容存档于2021-07-02） （法语）.
9. ↑  ORLÉANS MÉTROPOLE. . orleans-metropole.fr.   [2021-04-16]. （原始内容存档于2021-07-02） （法语）.
10. ↑  ORLÉANS MÉTROPOLE. . orleans-metropole.fr.   [2021-04-16]. （原始内容存档于2021-07-02） （法语）.
11. ↑  insee.fr. . insee.fr.   [2020-03-27]. （原始内容存档于2018-07-24） （法语）.
12. ↑  insee.fr. . insee.fr.   [2021-04-11]. （原始内容存档于2020-11-10） （法语）.
13. ↑  Géoportail. . geoportail.gouv.fr.   [2020-03-27]. （原始内容存档于2021-06-21） （法语）.
14. ↑  sig.ville.gouv.fr. . sig.ville.gouv.fr.   [2021-04-18]. （原始内容存档于2021-01-15） （法语）.
15. ↑  Géoportail. . geoportail.gouv.fr.   [2021-04-18]. （原始内容存档于2021-06-21） （法语）.
16. ↑  remi-centrevaldeloire.fr (编). . remi-centrevaldeloire.fr.   [2020-03-27]. （原始内容存档于2020-11-06） （法语）.
17. ↑  ter.sncf.com (编). . ter.sncf.com.   [2020-03-27]. （原始内容存档于2021-03-07） （法语）.
18. ↑  garesetconnexions.sncf (编). . garesetconnexions.sncf.   [2020-03-27]. （原始内容存档于2021-03-07） （法语）.
19. ↑  ressources.data.sncf.com (编). . ressources.data.sncf.com.   [2020-03-27]. （原始内容存档于2021-02-04） （法语）.
20. ↑  ressources.data.sncf.com (编). . ressources.data.sncf.com.   [2020-03-27]. （原始内容存档于2021-03-07） （法语）.
21. ↑  reseau-tao.fr (编). . reseau-tao.fr.   [2020-03-27]. （原始内容存档于2021-03-07） （法语）.
22. ↑  reseau-tao.fr (编). . reseau-tao.fr.   [2021-04-16]. （原始内容存档于2021-07-02） （法语）.
23. ↑  larep.fr (编). . larep.fr. 2012-06-29  [2020-03-27]. （原始内容存档于2021-03-07） （法语）.
24. ↑  Cassini. . cassini.ehess.fr.   [2021-04-11]. （原始内容存档于2021-06-21） （法语）.
25. ↑  Géoportail. . geoportail.gouv.fr.   [2021-04-18]. （原始内容存档于2021-06-21） （法语）.
26. ↑  Géoportail. . geoportail.gouv.fr.   [2021-04-18]. （原始内容存档于2021-06-21） （法语）.
27. ↑  Géoportail. . geoportail.gouv.fr.   [2021-04-18]. （原始内容存档于2021-06-21） （法语）.

社科类
1. ↑  larep.fr (编). . larep.fr. 2017-02-13  [2021-04-16]. （原始内容存档于2021-07-02） （法语）.
2. ↑  collectivites-locales.gouv.fr. . collectivites-locales.gouv.fr.   [2020-03-27]. （原始内容存档于2017-08-03） （法语）.
3. ↑  insee.fr. . insee.fr.   [2021-04-11]. （原始内容存档于2021-07-02） （法语）.
4. ↑  francebleu.fr. . francebleu.fr. 2016-03-31  [2020-03-28]. （原始内容存档于2016-04-13） （法语）. Une ligne largement déficitaire
5. ↑  defense.gouv.fr (编). . defense.gouv.fr. 2016-01-06  [2021-04-16]. （原始内容存档于2021-07-02） （法语）.
6. ↑  Francetvinfo (编). . francetvinfo.fr.   [2020-03-27]. （原始内容存档于2021-03-09） （法语）.
7. ↑  Ministère de l'Intérieur (编). .   [2021-04-13]. （原始内容存档于2020-06-25） （法语）.
8. ↑  Ministère de l'Intérieur (编). . interieur.gouv.fr. 2019-05-26  [2021-04-16]. （原始内容存档于2021-07-02） （法语）.
9. ↑  Le Monde (编). . lemonde.fr.   [2020-03-27]. （原始内容存档于2018-10-29） （法语）.
10. ↑  Ministère de l'Intérieur (编). . interieur.gouv.fr.   [2021-04-16]. （原始内容存档于2021-07-02） （法语）.
11. ↑  Ministère de l'Intérieur (编). . interieur.gouv.fr.   [2021-04-16]. （原始内容存档于2021-07-02） （法语）.
12. ↑  Ministère de l'Intérieur (编). . interieur.gouv.fr.   [2021-04-16]. （原始内容存档于2021-07-02） （法语）.
13. ↑  Ministère de l'Intérieur (编). . interieur.gouv.fr.   [2021-04-16]. （原始内容存档于2021-07-02） （法语）.
14. ↑  Ministère de l'Intérieur (编). . interieur.gouv.fr.   [2021-04-16]. （原始内容存档于2021-07-02） （法语）.
15. ↑  Ministère de l'Intérieur (编). . interieur.gouv.fr.   [2021-04-16]. （原始内容存档于2021-07-02） （法语）.
16. ↑  loiret.cci.fr (编). . loiret.cci.fr.   [2020-03-27]. （原始内容存档于2021-03-07） （法语）.
17. ↑  pole-emploi.fr (编). . pole-emploi.fr.   [2021-04-16]. （原始内容存档于2021-07-02） （法语）.
18. ↑  INSEE, Dossier complet - Commune d'Orléans (45234), EMP T7 - Emplois par catégorie socioprofessionnelle en 2017 （法文）
19. ↑  INSEE, Dossier complet - Commune d'Orléans (45234), RES T1 - Établissements actifs employeurs par secteur d'activité agrégé et taille fin 2017 （法文）
20. ↑  INSEE, Dossier complet - Commune d'Orléans (45234), RES T2 - Postes salariés par secteur d'activité agrégé et taille d'établissement fin 2017 （法文）
21. ↑  Manageo (编). . manageo.fr.   [2021-04-11]. （原始内容存档于2021-07-02） （法语）.
22. ↑  larep.fr. . larep.fr. 2017-03-17  [2021-04-18]. （原始内容存档于2021-07-02） （法语）.
23. ↑  Le Figaro (编). . entreprises.lefigaro.fr.   [2021-04-11]. （原始内容存档于2021-07-02） （法语）.
24. ↑  Le Figaro (编). . entreprises.lefigaro.fr.   [2021-04-16]. （原始内容存档于2021-07-02） （法语）.
25. ↑  Le Figaro (编). . entreprises.lefigaro.fr.   [2021-04-16]. （原始内容存档于2021-07-02） （法语）.
26. ↑  Le Figaro (编). . entreprises.lefigaro.fr.   [2021-04-16]. （原始内容存档于2021-07-02） （法语）.
27. ↑  Le Figaro (编). . entreprises.lefigaro.fr.   [2021-04-16]. （原始内容存档于2021-07-02） （法语）.
28. ↑  Le Figaro (编). . entreprises.lefigaro.fr.   [2021-04-16]. （原始内容存档于2021-07-02） （法语）.
29. ↑  Le Figaro (编). . entreprises.lefigaro.fr.   [2021-04-16]. （原始内容存档于2021-07-02） （法语）.
30. ↑  Le Figaro (编). . entreprises.lefigaro.fr.   [2021-04-16]. （原始内容存档于2021-07-02） （法语）.
31. ↑  JDN (编). . journaldunet.fr.   [2021-04-11]. （原始内容存档于2021-03-07） （法语）.
32. ↑  Ministère de la Cohésion des territoires et des Relations avec les collectivités territoriales (编). . cohesion-territoires.gouv.fr.   [2021-04-11]. （原始内容存档于2021-07-02） （法语）.
33. ↑  JDN (编). . journaldunet.fr.   [2021-04-11]. （原始内容存档于2021-07-02） （法语）.
34. ↑  JDN (编). . journaldunet.fr.   [2021-04-11]. （原始内容存档于2021-02-04） （法语）.
35. ↑  Marc Arnaud. France Biographie , 编. . Beaugency. 2008: 196p. ISBN 978-2-918196-00-6 （法语）.
36. ↑  FHF. . etablissements.fhf.fr.   [2021-04-11]. （原始内容存档于2021-05-12） （法语）.
37. ↑  chr-orleans.fr (编). . chr-orleans.fr.   [2020-03-27]. （原始内容存档于2021-03-07） （法语）.
38. ↑  FHF. . etablissements.fhf.fr.   [2021-04-16]. （原始内容存档于2021-07-02） （法语）.
39. ↑  . linternaute.com.   [2021-04-11]. （原始内容存档于2021-03-07） （法语）.
40. ↑  ORLÉANS MÉTROPOLE. . orleans-metropole.fr.   [2021-04-16]. （原始内容存档于2021-07-02） （法语）.
41. ↑  . maisonhabitat.orleans-metropole.fr.   [2021-04-15]. （原始内容存档于2021-07-02） （法语）.
42. ↑   (pdf). orleans-metropole.fr.   [2021-04-16]. （原始内容存档 (PDF)于2021-04-17） （法语）.
43. ↑  . linternaute.com.   [2021-04-11]. （原始内容存档于2021-02-04） （法语）.
44. ↑  Le Figaro (编). . lefigaro.fr. 2016-08-24  [2021-04-16]. （原始内容存档于2021-07-02） （法语）.
45. ↑  France 3 Centre-Val-de-Loire (编). . france3-regions.francetvinfo.fr.   [2020-03-27]. （原始内容存档于2021-02-04） （法语）.
46. ↑  lettrevalloire.com (编). . lettrevalloire.com. 2011-03-18  [2021-04-15]. （原始内容存档于2021-07-02） （法语）.
47. ↑  francebleu.fr (编). . francebleu.fr. 2018-10-09  [2021-04-15]. （原始内容存档于2021-07-02） （法语）.
48. ↑  radiomap.eu (编). . radiomap.eu.   [2021-04-15]. （原始内容存档于2021-06-21） （法语）.
49. ↑  larep.fr (编). . larep.fr.   [2021-04-15]. （原始内容存档于2021-07-11） （法语）.
50. ↑  ORLÉANS MÉTROPOLE (编). . orleans-metropole.fr.   [2021-04-15]. （原始内容存档于2021-07-02） （法语）.
51. ↑  . linternaute.com.   [2021-04-11]. （原始内容存档于2021-07-02） （法语）.
52. ↑  ORLÉANS MÉTROPOLE. . orleans-metropole.fr.   [2021-04-16]. （原始内容存档于2021-07-02） （法语）.
53. ↑  ORLÉANS MÉTROPOLE. . orleans-metropole.fr.   [2021-04-16]. （原始内容存档于2021-07-02） （法语）.
54. ↑  ORLÉANS MÉTROPOLE. . orleans-metropole.fr.   [2021-04-16]. （原始内容存档于2021-07-02） （法语）.
55. ↑  ORLÉANS MÉTROPOLE. . orleans-metropole.fr.   [2021-04-16]. （原始内容存档于2021-07-02） （法语）.
56. ↑  ORLÉANS MÉTROPOLE. . orleans-metropole.fr.   [2021-04-16]. （原始内容存档于2021-07-02） （法语）.
57. ↑  linternaute (编). . linternaute.   [2021-04-16]. （原始内容存档于2021-07-02） （法语）.
58. ↑  linternaute (编). . linternaute.   [2021-04-16]. （原始内容存档于2021-07-02） （法语）.
59. ↑  . demarchesadministratives.fr.   [2020-03-28]. （原始内容存档于2021-03-07） （法语）.
60. ↑  . demarchesadministratives.fr.   [2020-03-28]. （原始内容存档于2021-03-07） （法语）.
61. ↑  . pompiercenter.com.   [2021-04-16]. （原始内容存档于2021-07-02） （法语）.
62. ↑  linternaute (编). . linternaute.   [2020-03-27]. （原始内容存档于2021-03-07） （法语）.

文化类
1. ↑  rchives.orleans-metropole.fr (编). . rchives.orleans-metropole.fr.   [2021-04-16]. （原始内容存档于2021-05-12） （法语）.
2. ↑  ac-orleans-tours.fr. . ac-orleans-tours.fr.   [2020-03-27]. （原始内容存档于2019-07-04） （法语）.
3. ↑  linternaute (编). . linternaute.   [2020-03-27]. （原始内容存档于2021-03-07） （法语）.
4. ↑  ville-data.com. . ville-data.com.   [2020-03-27]. （原始内容存档于2021-07-02） （法语）.
5. ↑  univ-orleans.fr. . univ-orleans.fr.   [2021-04-15]. （原始内容存档于2021-07-02） （法语）.
6. ↑  univ-orleans.fr. . univ-orleans.fr.   [2021-04-15]. （原始内容存档于2021-07-02） （法语）.
7. ↑  ifpm-orleans.fr. . ifpm-orleans.fr.   [2021-04-15]. （原始内容存档于2021-07-02） （法语）.
8. ↑  larep.fr. . larep.fr. 2020-12-04  [2021-04-15]. （原始内容存档于2021-07-02） （法语）.
9. ↑  mondedesgrandesecoles.fr. . mondedesgrandesecoles.fr. 2019-01-08  [2021-04-15]. （原始内容存档于2021-07-02） （法语）.
10. ↑  tribune-hebdo.fr. . tribune-hebdo.fr. 2020-03-12  [2021-04-15]. （原始内容存档于2021-07-02） （法语）.
11. ↑  ORLÉANS MÉTROPOLE (编). . orleans-metropole.fr.   [2021-04-15]. （原始内容存档于2021-07-02） （法语）.
12. ↑  Bertrand Sajaloli, Sylvain Dournel. . Centre d'Etudes pour le Développement des Territoires et l'Environnement. 2007  [2021-04-15]. （原始内容存档于2021-07-02） （法语）.
13. ↑  Sylvain Dournel, Franck Guérit. . Centre d'Etudes pour le Développement des Territoires et l'Environnement. 2007  [2021-04-15]. （原始内容存档于2021-07-02） （法语）.
14. ↑  larep.fr (编). . larep.fr. 2019-04-17  [2021-04-15]. （原始内容存档于2021-07-02） （法语）.
15. ↑  data.bnf.fr (编). . data.bnf.fr.   [2021-04-15]. （原始内容存档于2021-07-02） （法语）.
16. ↑  orleans.catholique.fr (编). . orleans.catholique.fr.   [2021-04-15]. （原始内容存档于2021-07-02） （法语）.
17. ↑  orleans.catholique.fr (编). . orleans.catholique.fr.   [2021-04-15]. （原始内容存档于2021-07-02） （法语）.
18. ↑  temples.free.fr (编). . temples.free.fr.   [2021-04-15]. （原始内容存档于2021-06-21） （法语）.
19. ↑  lamosqueeducoin.com (编). . lamosqueeducoin.com.   [2021-04-15]. （原始内容存档于2021-07-02） （法语）.
20. ↑  france3-regions.francetvinfo.fr (编). . france3-regions.francetvinfo.fr. 2014-06-20  [2021-04-15]. （原始内容存档于2021-07-02） （法语）.
21. ↑  larep.fr (编). . larep.fr. 2016-02-22  [2021-04-15]. （原始内容存档于2021-07-02） （法语）.
22. ↑  tourisme-orleansmetropole.com (编). . tourisme-orleansmetropole.com.   [2021-04-15]. （原始内容存档于2021-04-20） （法语）.
23. ↑  campingfrance.com (编). . campingfrance.com.   [2021-04-15]. （原始内容存档于2021-07-02） （法语）.
24. ↑  tourisme-orleansmetropole.com (编). . tourisme-orleansmetropole.com.   [2021-04-16]. （原始内容存档于2021-04-20） （法语）.
25. ↑  larep.fr (编). . larep.fr. 2013-04-14  [2021-04-16]. （原始内容存档于2021-07-02） （法语）.
26. ↑  Collectif. Hachette , 编. . Paris. 2009: 1025. ISBN 2012375146 （法语）.
27. ↑  legifrance.gouv.fr (编). . legifrance.gouv.fr. 2006-11-24  [2021-04-15]. （原始内容存档于2021-07-02） （法语）.
28. ↑  tourisme-orleansmetropole.com (编). . tourisme-orleansmetropole.com.   [2021-04-16]. （原始内容存档于2021-07-02） （法语）.
29. ↑  tourisme-orleansmetropole.com (编). . tourisme-orleansmetropole.com.   [2021-04-16]. （原始内容存档于2021-07-02） （法语）.
30. ↑  usoljj.com (编). . usoljj.com.   [2021-04-16]. （原始内容存档于2021-07-02） （法语）.
31. ↑  orleansloiretbasket.fr (编). . orleansloiretbasket.fr.   [2021-04-16]. （原始内容存档于2021-07-02） （法语）.
32. ↑  FÉDÉRATION FRANÇAISE DE FOOTBALL - LIGUE CENTRE-VAL DE LOIRE DE FOOTBALL (编). . foot-centre.fff.fr.   [2021-04-11]. （原始内容存档于2021-07-02） （法语）.
33. ↑  FÉDÉRATION FRANÇAISE DE FOOTBALL - LIGUE CENTRE-VAL DE LOIRE DE FOOTBALL (编). . foot-centre.fff.fr.   [2021-04-11]. （原始内容存档于2021-07-02） （法语）.
34. ↑  orleansloiretfoot.com (编). . orleansloiretfoot.com.   [2020-03-27]. （原始内容存档于2021-03-07） （法语）.
35. ↑  FÉDÉRATION FRANÇAISE DE FOOTBALL - LIGUE CENTRE-VAL DE LOIRE DE FOOTBALL (编). . foot-centre.fff.fr.   [2021-04-11]. （原始内容存档于2021-07-02） （法语）.
36. ↑  larep.fr (编). . larep.fr. 2018-03-13  [2021-04-15]. （原始内容存档于2021-07-02） （法语）.
37. ↑  magcentre.fr (编). . magcentre.fr. 2017-09-25  [2021-04-15]. （原始内容存档于2021-07-02） （法语）.
38. ↑  ORLÉANS MÉTROPOLE (编). . orleans-metropole.fr.   [2021-04-15]. （原始内容存档于2021-07-02） （法语）.
39. ↑  orleans-metropole.fr (编). . orleans-metropole.fr.   [2020-03-27]. （原始内容存档于2020-08-03） （法语）.
40. ↑  ambassades.net (编). . ambassades.net.   [2021-04-17]. （原始内容存档于2021-06-21） （法语）.
41. ↑  ORLÉANS MÉTROPOLE (编). . orleans-metropole.fr. 2018-01-05  [2021-04-15]. （原始内容存档于2021-07-02） （法语）.
42. ↑  ORLÉANS MÉTROPOLE (编). . orleans-metropole.fr.   [2021-04-15]. （原始内容存档于2019-11-15） （法语）.

综合类
1. 1 2 3  communes.com. . communes.com.   [2021-04-11]. （原始内容存档于2021-03-07） （法语）.
2. 1 2 3 4 5 6 7 8 9 10 11 12 13 14 15  Géoportail. . geoportail.gouv.fr.   [2020-03-27]. （原始内容存档于2016-04-13） （法语）.
3. 1 2 3 4 5 6 7 8 9 10 11 12 13 14  Jacques Debal, Orléans : une ville, une histoire
4. 1 2 3 4  Jacques Debal, Histoire des villes de France - Histoire d'Orléans et de son terroir : XVIIe, XVIIIe et XIXe siècles
5. 1 2  Didier Janssoone. Alan Sutton , 编. . Collection Mémoire en Images. Saint-Cyr-sur-Loire. 2009. ISBN 978-2-8138-0023-7 （法语）.
6. 1 2 3  linternaute (编). . linternaute.   [2020-03-27]. （原始内容存档于2021-03-07） （法语）.
7. 1 2 3 4 5  BRGM (编).  (pdf). ficheinfoterre.brgm.fr. ficheinfoterre.brgm.fr.   [2021-04-16]. （原始内容存档 (PDF)于2020-09-29） （法语）.
8. 1 2  Géoportail. . geoportail.gouv.fr.   [2021-04-18]. （原始内容存档于2021-06-21） （法语）.
9. 1 2 3  . linternaute.fr.   [2021-04-11]. （原始内容存档于2021-03-07） （法语）.
10. 1 2 3  infoclimat.fr (编). . climat-data.fr.   [2020-03-27]. （原始内容存档于2021-01-17） （法语）.
11. 1 2  Géoportail. . geoportail.gouv.fr.   [2021-04-18]. （原始内容存档于2021-06-21） （法语）.
12. 1 2  . linternaute.com.   [2021-04-11]. （原始内容存档于2021-03-07） （法语）.
13. 1 2  linternaute (编). . linternaute.   [2020-03-27]. （原始内容存档于2021-03-07） （法语）.
14. 1 2 3  linternaute (编). . linternaute.   [2020-03-27]. （原始内容存档于2021-03-07） （法语）.